# バーモント州

バーモント州
State of Vermont

州の愛称: 緑の山の州
The Green Mountain State州のモットー: 自由と結束
Freedom and Unity

バーモント州（バーモントしゅう、英: State of Vermont、[vərˈmɒnt] ( 音声ファイル)）は、アメリカ合衆国の州。
| 家庭で話される言語（バーモント州） 2010 | 家庭で話される言語（バーモント州） 2010 | 家庭で話される言語（バーモント州） 2010 | 家庭で話される言語（バーモント州） 2010 | 家庭で話される言語（バーモント州） 2010 |
| --------------------------------------- | --------------------------------------- | --------------------------------------- | --------------------------------------- | --------------------------------------- |
|                                         |                                         |                                         |                                         |                                         |
| 英語                                    | 英語                                    |                                         | 94.56%                                  | 94.56%                                  |
| フランス語                              | フランス語                              |                                         | 1.78%                                   | 1.78%                                   |
| スペイン語                              | スペイン語                              |                                         | 1.20%                                   | 1.20%                                   |

| 人種構成（バーモント州） 2010 | 人種構成（バーモント州） 2010 | 人種構成（バーモント州） 2010 | 人種構成（バーモント州） 2010 | 人種構成（バーモント州） 2010 |
| ----------------------------- | ----------------------------- | ----------------------------- | ----------------------------- | ----------------------------- |
|                               |                               |                               |                               |                               |
| 白人                          | 白人                          |                               | 94.3%                         | 94.3%                         |
| ヒスパニック                  | ヒスパニック                  |                               | 1.5%                          | 1.5%                          |
| アジア系                      | アジア系                      |                               | 1.3%                          | 1.3%                          |
| 黒人                          | 黒人                          |                               | 1.0%                          | 1.0%                          |
| インディアン                  | インディアン                  |                               | 0.4%                          | 0.4%                          |
| 混血                          | 混血                          |                               | 1.7%                          | 1.7%                          |

## 概要
アメリカ合衆国北東部、ニューイングランド地方の内陸に位置し、西部をニューヨーク州、東部をニューハンプシャー州、南部をマサチューセッツ州、北部をカナダ・ケベック州に隣接する。西のニューヨーク州との境界の半分はシャンプレーン湖である。面積は、全米50州のうち45位。人口643,077人は、ワイオミング州に次いで全米で2番目に少ない。州都はモントピリア市であり、人口は8,074人（2020年国勢調査）で、全米50州の州都では最も少なく、唯一10,000人に満たない。州内で最大の人口を抱える都市であるバーリントン市でも、その人口は44,743人（2020年国勢調査）で、全米50州各州の最大都市の中ではこれまた最少である。全米50州のうち、州の最大都市の人口が50,000人に満たないのは、バーモント州の他にはウェストバージニア州（チャールストン市、2020年国勢調査時点での人口48,864人）の2つだけである。なお、バーリントン都市圏の人口は225,562人（2020年国勢調査）を数え、ワイオミング州のシャイアン都市圏（2020年国勢調査時点での人口100,512人）やモンタナ州ビリングス都市圏（同、164,731人）よりも多く、州の総人口の約1/3を占める。
現在バーモント州になっている地域にはインディアンの主要2部族、アルゴンキン語族を話すアベナキ族とイロコイ族が住んでいた。フランスが植民地化初期にこの地域の領有主張していたが、七年戦争（アメリカ大陸ではフレンチ・インディアン戦争）の終わった1763年に、フランスはイギリスに割譲した。そのころから近くの植民地であるニューハンプシャー植民地とニューヨーク植民地がその領有を争っていた。当時はニューハンプシャー認定地と呼ばれていた。これらの植民地から土地所有権を認められていた開拓者に対し、グリーン・マウンテン・ボーイズと呼ばれた民兵隊が対抗し、独立国であるバーモント共和国を創ることになった。この共和国はアメリカ独立戦争中の1777年に建国され、14年間続いた。13植民地以外では合衆国加盟以前に主権国家だった現在の4州の1つである。1791年、13植民地以外の最初の州として14番目のアメリカ合衆国の州になった。独立国時代から奴隷制度を廃止しており、合衆国加盟時に奴隷制度を廃止した最初の州になった。
州内にグリーン山地があり、州の多くは、山岳と森林で占められ、愛称は「Green Mountain State」である。自動車のライセンスプレートも緑色である。名産であるメープルシロップの生産量は全米で最大である。

## 州名の由来
「バーモント」という州名の由来は不明だが、「緑の山地」を意味するフランス語 les Verts Monts から派生した可能性が強い。トマス・ヤングが1777年の独立時にこの名前を導入した。ニューハンプシャー州のホワイト山地やニューヨーク州のアディロンダック山地の方が標高が高いが、これらより森林が深いので名付けられたという説がある。また、雲母、水晶、緑泥石を含む緑みを帯びた変成頁岩である結晶片岩が多いのが理由であるとする説もある。

## 歴史
主要記事：バーモント州の歴史
17世紀以来フランス領カナダ（ヌーベルフランス）に含まれていたが、フレンチ・インディアン戦争の結果、1763年に英国に割譲された。当初はニューヨーク植民地とニューハンプシャー植民地によって分割支配され、1777年反英反乱が起り、独立共和国を宣言した。1791年14番目の州として合衆国に加入した。

### 先コロンブス期
紀元前8500年から7000年、この時期はシャンプレーン海があった時代であり、バーモントとなった地域ではインディアンが住み、狩猟を行っていた。紀元前8000年から1000年の古代、インディアンは年中回遊していた。紀元前1000年から西暦1600年のウッドランド期、村や交易のネットワークができ、土器の製造や弓矢の技術が発展した。バーモント西部では、モヒカン族やアベナキ族など少数のアルゴンキン語族が住んでいた。1500年から1600年のある時期に、イロコイ族が少数部族の多くを追い出し、後には狩猟場として使い、また残っていたアベナキ族と争っていた。1500年の人口は約1万人と推計されている。

### 植民地時代

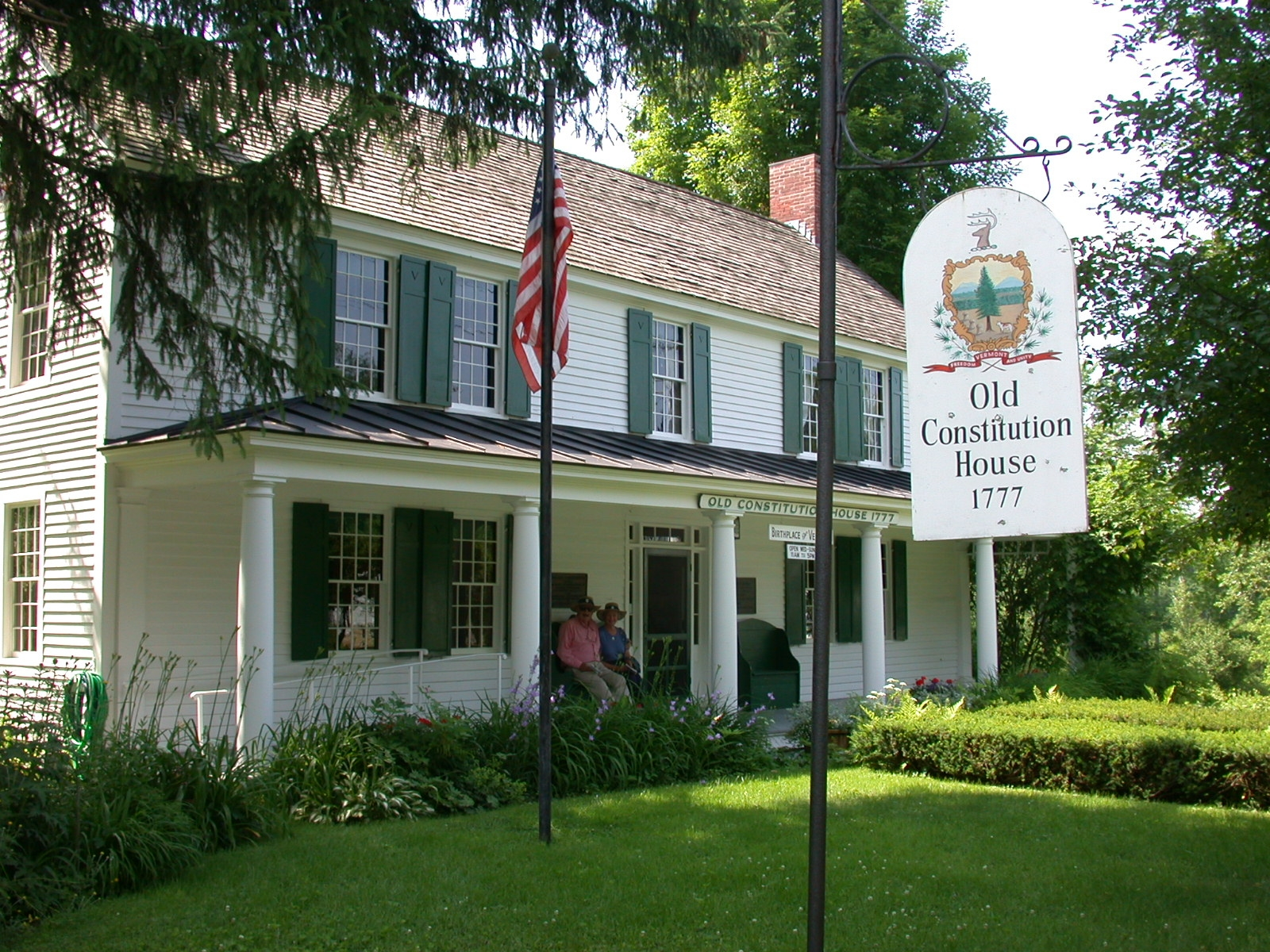
ウィンザーにあるオールド・コンスティチューション・ハウス、1777年7月8日にバーモント憲法が採択された。

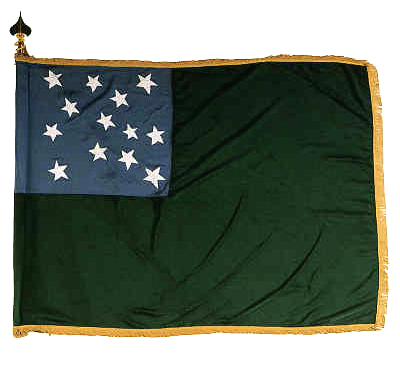
1775年ごろにグリーン・マウンテン・ボーイズが使っていた旗。

最初にバーモントを訪れたヨーロッパ人は、1535年のジャック・カルティエだと考えられている。1609年7月30日、フランス人探検家サミュエル・ド・シャンプランがバーモントをヌーベルフランスの領土だと主張した。1666年にはフランス人開拓者がラモット砦を建設し、バーモントでは初のヨーロッパ人開拓地となった。
1638年、セントローレンス川バレーを中心に激しい地震があり、ニューイングランドでも感じられた。これがバーモントで記録された最初の地震である。
1690年、ニューヨークのオールバニからオランダ・イギリス系開拓者が、現在のアディソンの西8マイル (13 km) のチムニーポイントに開拓地と交易拠点を設立した。
ダマー戦争の1724年、イギリス人による最初の恒久的な開拓地が造られ、近くのダマーストンやブラトルボロの開拓地を守るためにダマー砦が建設された。
1731年から1734年、フランスがセントフレデリック砦を建設し、シャンプレーン湖バレーにあるヌーベルフランスのフロンティア支配が可能になった。1754年、フレンチ・インディアン戦争が始まり、1755年には現在のニューヨーク州タイコンデロガにフランスはカリヨン砦の建設を始めた。1755年から1758年、イギリスはセントフレデリック砦やカリヨン砦の奪取に失敗した。1759年、ジェフリー・アマースト将軍の指揮下で、イギリス軍正規兵と植民地軍合計12,000名が、カリヨン砦を占領し、その後フランスはセントフレデリック砦を放棄した。アマーストはセントフレデリック砦廃墟の隣にクラウンポイント砦を建設し、地域のイギリスによる支配を確実にした。
フレンチ・インディアン戦争でフランスが敗北し、1763年のパリ条約によって、土地の支配権はイギリスに移った。イギリス王室によってアパラチア山脈より東は植民地開拓が制限され、バーモントはジョージ湖のウィリアム・ヘンリー砦から北東よりのメンフレマゴグまで対角線をギザギザに走る線で、ほぼ2分された。終戦により新しい開拓者がバーモントに入ってきた。マサチューセッツ、ニューハンプシャー、ニューヨークの各植民地が全てこのフロンティアの領有を主張していた。
1764年3月20日、イギリス王ジョージ3世が、ニューハンプシャーとニューヨークの境界をコネチカット川の西岸、マサチューセッツの北、北緯45度線の南に定義した。ニューヨークがニューハンプシャー払い下げ地と呼ばれた土地の権利（ニューハンプシャー総督ベニング・ウェントワースが販売した所有権によって造られた町があった）の認証を拒み、不満を抱いた開拓者が反対運動を組織して、1777年1月5日の独立国バーモント共和国の設立に繋がっていった。1770年、イーサン・アレン、その弟のアイラとリーバイ、セス・ワーナーが、グリーン・マウンテン・ボーイズと呼ばれた非公式の民兵隊を招集し、ニューヨークからの新しい移民に対抗し、もともとのニューハンプシャー出身開拓者の利益を守った。

### 独立

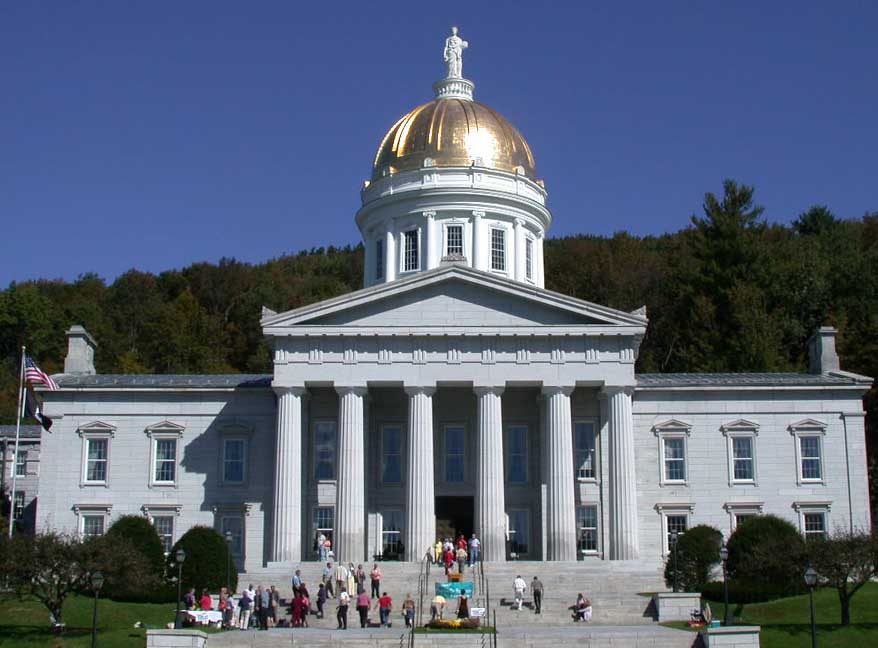
モントピリアにある新古典主義建築のバーモント州会議事堂、ドームには金箔が貼られている。

1777年1月5日、ニューハンプシャー認定地の代表達が共和国の独立を宣言した。初めの6か月間は「ニューコネチカット共和国」と呼ばれていた。
1777年6月2日、72人の代議員が出席した第2回会議の場で「バーモント」という名前を採用した。これはある友好的なペンシルベニア人の助言に基づいており、その人物は新生アメリカ合衆国の14番目の州として加盟する方法を手紙で伝えていた。7月4日、ウィンザー酒場でバーモント憲法が起草され、7月8日には代議員によって採択された。これは北アメリカで文書化された最初期の憲法であり、疑いも無く最初に奴隷制度を廃止し、成人男性による普通選挙を規定し、公立学校の支援を求めていた。この憲法は1777年から1791年まで有効だった。1858年11月25日に成立した州法により、奴隷制度は再度禁止された。

### アメリカ独立戦争
1777年8月16日に起きたベニントンの戦いは、バーモント州の歴史において重要な出来事だった。
ジョン・スターク将軍指揮下のアメリカ合同部隊が、ベニントンから現在の州境を超えたところにあるニューヨークのフーシック町でイギリス軍分遣隊を攻撃し、そのほぼ全部隊を殺すか捕獲した。イギリス軍の総指揮官だったジョン・バーゴイン将軍はこの損失から立ち直ることができず、10月17日には残っていた6,000名の兵士と共に、ニューヨークのサラトガで降伏した。
ベニントンとサラトガでの戦闘は、イギリス軍の最初の大きな敗戦だったので、独立戦争の転回点だったと認識されている。この戦闘が行われた日は、バーモント州の法定休日として現在も祝われている。
1777年7月7日に起きたハバードトンの戦いが、現在のバーモント州内で起きた唯一の戦闘である。この戦闘では、大陸軍が事実上敗北したが、イギリス軍はタイコンデロガ砦から撤退する大陸軍を追撃できないほどまで被害を出していた。

### 州昇格から南北戦争まで

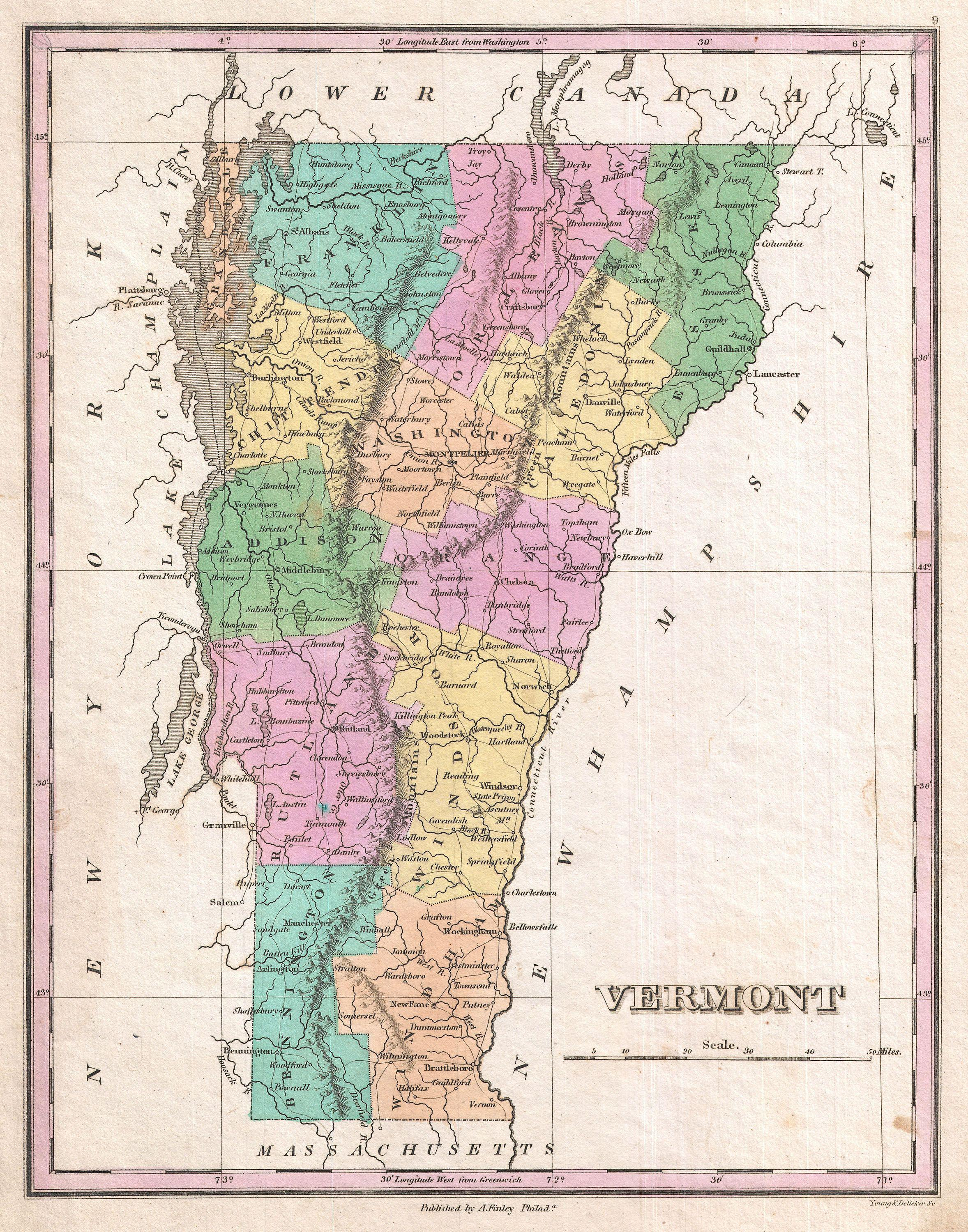
1827年のバーモント州、郡の境界はこの後も変更された。

バーモントは独立後の14年間、東部のウィンザー町を拠点に主権国家として自治を続けた。1785年から1788年には独自の貨幣を発行していた。また国全体の郵便事業も行っていた。1778年から1789年、また1790年から1791年はトマス・チッテンデンが総督を務めた。ニューヨークとの土地所有権に関わる紛争を解決する必要があった。1791年3月4日、バーモントはアメリカ合衆国14番目の州として加盟し、最初の13植民地以外では最初の州になった。
バーモント州は1836年まで一院制議会で運営していた。
1850年代半ばから、バーモント州民は奴隷制度を封じ込める動きから、最も真剣に反対する動きに変わり、急進派共和党員で奴隷制度廃止運動家のタデウス・スティーブンスを送り出すことになった。ホイッグ党は衰退したが、共和党が台頭した。バーモント州ではその候補者を強く支持した。1860年アメリカ合衆国大統領選挙では、共和党のエイブラハム・リンカーンを推し、どの州よりも高い支持率を与えた。

### 南北戦争
南北戦争のとき、バーモント州から北軍に34,000人が従軍した。このうち約5,200人、15%が戦死あるいは致命傷を負い、または戦病死した。この比率はどの州よりも高かった。
この戦争では最北となる地上戦、セントオルバンズの襲撃が州内で起こった。

### 南北戦争の後
女性が投票を認められた最初の選挙は1880年12月18日に行われたものであり、制限付きだが投票権を認められ、まずは町の選挙で、続いて州議会の選挙で投票した。
1927年11月初旬、大規模な洪水が発生した。州副知事を含め84人が犠牲になった。
1938年ニューイングランド・ハリケーンでは、当時のニューイングランドにあった森林の3分の1にあたる1,500万エーカー (61,000 km2) の樹木が吹き倒された。30億ボードフィート (7,000,000 m3) の樹木が回収された。この嵐の後、州内の古い木は約75年の樹齢となっている。
1973年に再び洪水が起こり、2人の人命と数百万ドルの資産が被害を受けた。
1964年、「レイノルズ対シムズ事件」に関するアメリカ合衆国最高裁判所判決により、「一人一票」が強制され、バーモント州でも全州にわたる選挙区割りの再考が求められた。全国の上下院で公平な票の再配分が行われた。この時まで、各郡は州上院で面積に応じた代表を送っていることが多く、税負担が増していた都市部の問題を解決する可能性については共感しないことがまかり通っていた。
2011年、ハリケーン・アイリーンがバーモント州を襲ったとき、州知事は、20世紀と21世紀を通じてこれが1927年の洪水に次ぐ最悪の洪水だと言った。2000年7月、シビル・ユニオンを認めた最初の州となり、2009年には州法で同性結婚を認めた最初の州となった。これらは裁判所判決で強制されたものではなかった。

## 地理
関連項目：バーモント州の郡一覧、w:List of towns in Vermont、Vermont mountains

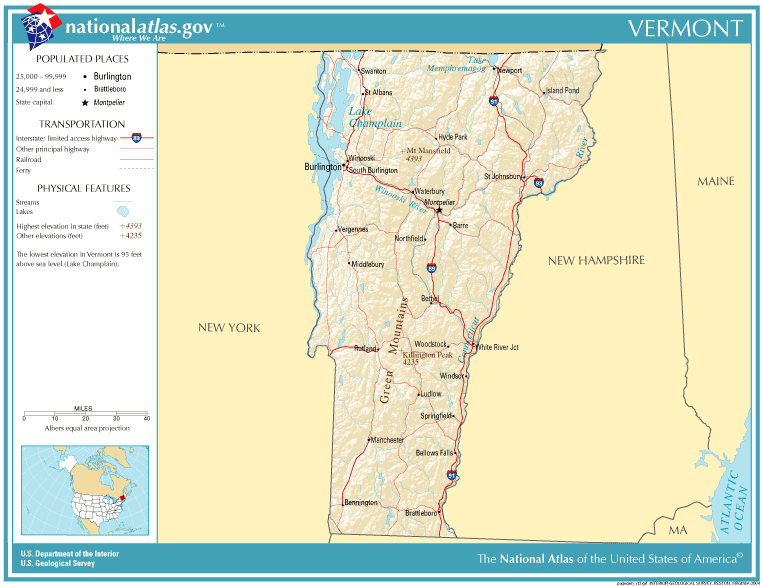
バーモント州の主要な道路と都市。

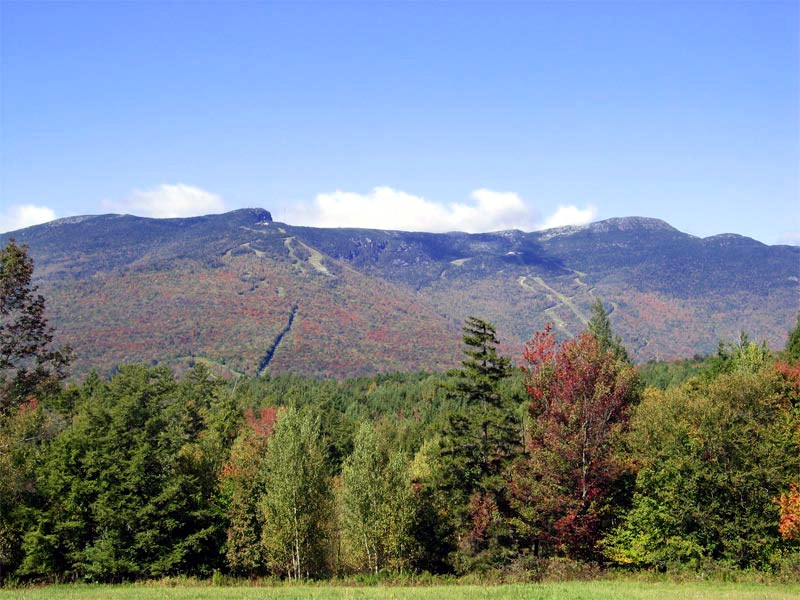
マンスフィールド山、標高 4,393 フィート (1,339 m) で、州内における最高峰である。

バーモント州はアメリカ合衆国北東部内のニューイングランド地域に位置している。面積は9,615 平方マイル (24,902 km2) であり、50州の中で45番目に大きな州である。このうち陸地は9249 平方マイル (23,955 km2) で43番目、水域では366 平方マイル (948 km2) で47番目になる。総面積はエルサルバドルより大きく、ハイチより小さい程度である。日本では岩手県と宮城県を合わせたより少し大きい程度である。高さ124フィート (38 m) を超える建物がないことでは唯一の州である。
コネチカット川の西岸が東のニューハンプシャー州 (この川はニューハンプシャー州に属する) との州境となっている。バーモント州の主要な湖、シャンプレーン湖はアメリカ合衆国内で6番目に大きな淡水湖であり、この州の北西部でニューヨーク州との州境を構成している。バーモント州の南北の長さは159 マイル (256 km) ある。東西の最大幅はカナダとの国境で89 マイル (143 km)、最小幅はマサチューセッツ州との州境で37 マイル (60 km) である。平均した幅は60.5マイル (97.4 km) である。この州の地理的重心はワシントン郡ロクスベリーの東約3マイル (5 km) にある。カナダ＝アメリカ合衆国国境を超える道路は15本ある。
グリーン山地が州の南北を走る背骨になっており、中心線からはやや西にある。タコニック山地が州南西部にある。グラニティック山地が北東部にある。北西部のシャンプレーン湖近くは肥沃なシャンプレーン・バレーである。このバレーの南にボモシーン湖がある。

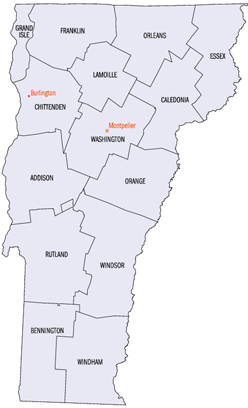
バーモント州14郡の配置図、ワシントン郡とラモイル郡の2郡のみが州内の郡に囲まれ、その他の郡は別の州または国に接している。

州内最高峰のマンスフィールド山、第2位のキリングトン峰、第3位のキャメルズ・ハンプ、第5位のエイブラハム山など幾つかの山には年間を通じた高山生態系の高木限界がある。州域の77%は森林であり、残りは草原、高原、湖、池、湿地である。
アメリカ合衆国国立公園局が管理する地域として、マーシュ・ビリングス・ロックフェラー国立歴史公園（ウッドストック）と、アパラチアン・トレイルがある。

### バーモント州の都市

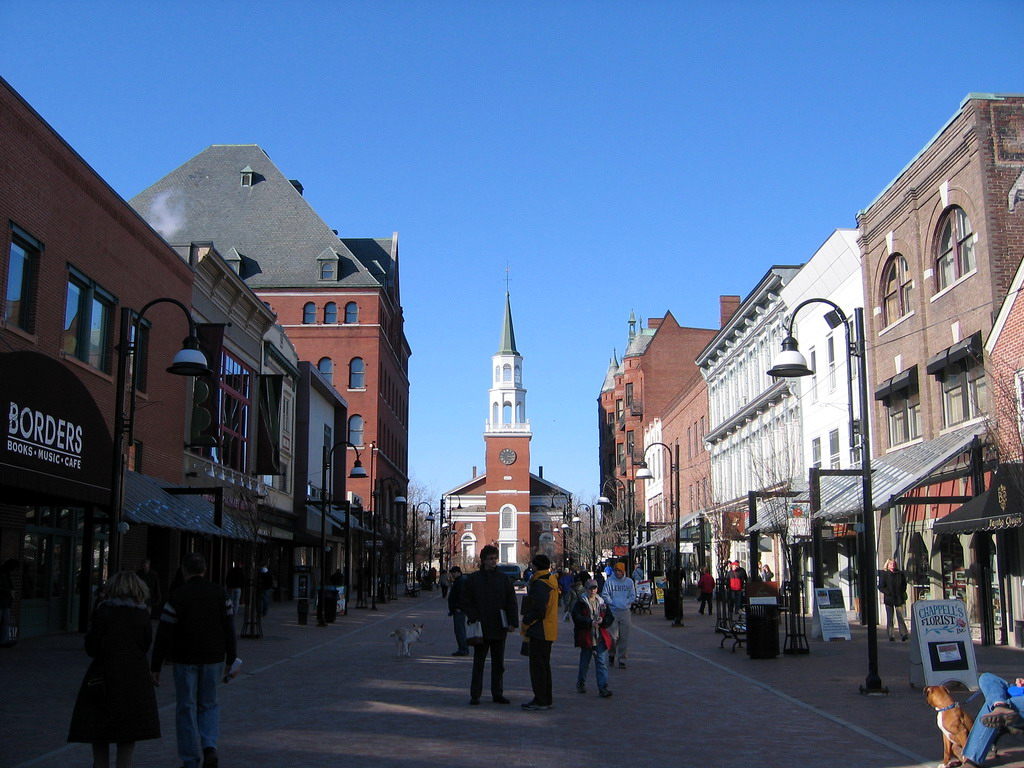
バーリントン市、州内で人口最大の都市。

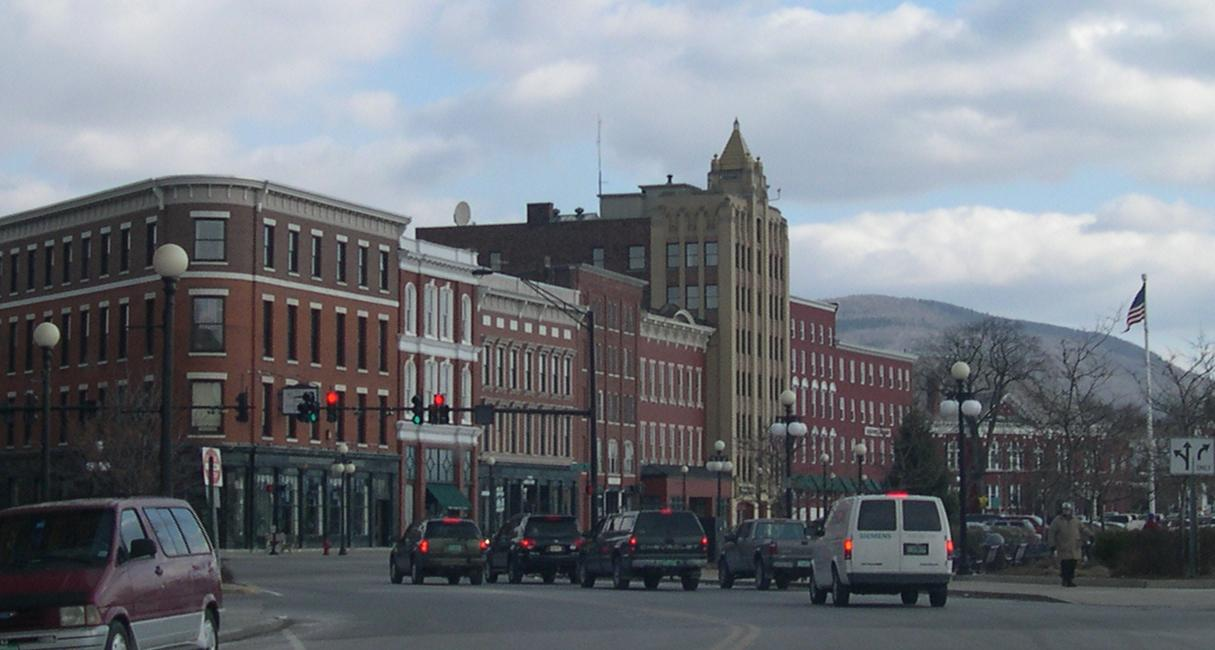
ラトランド市の中心街。

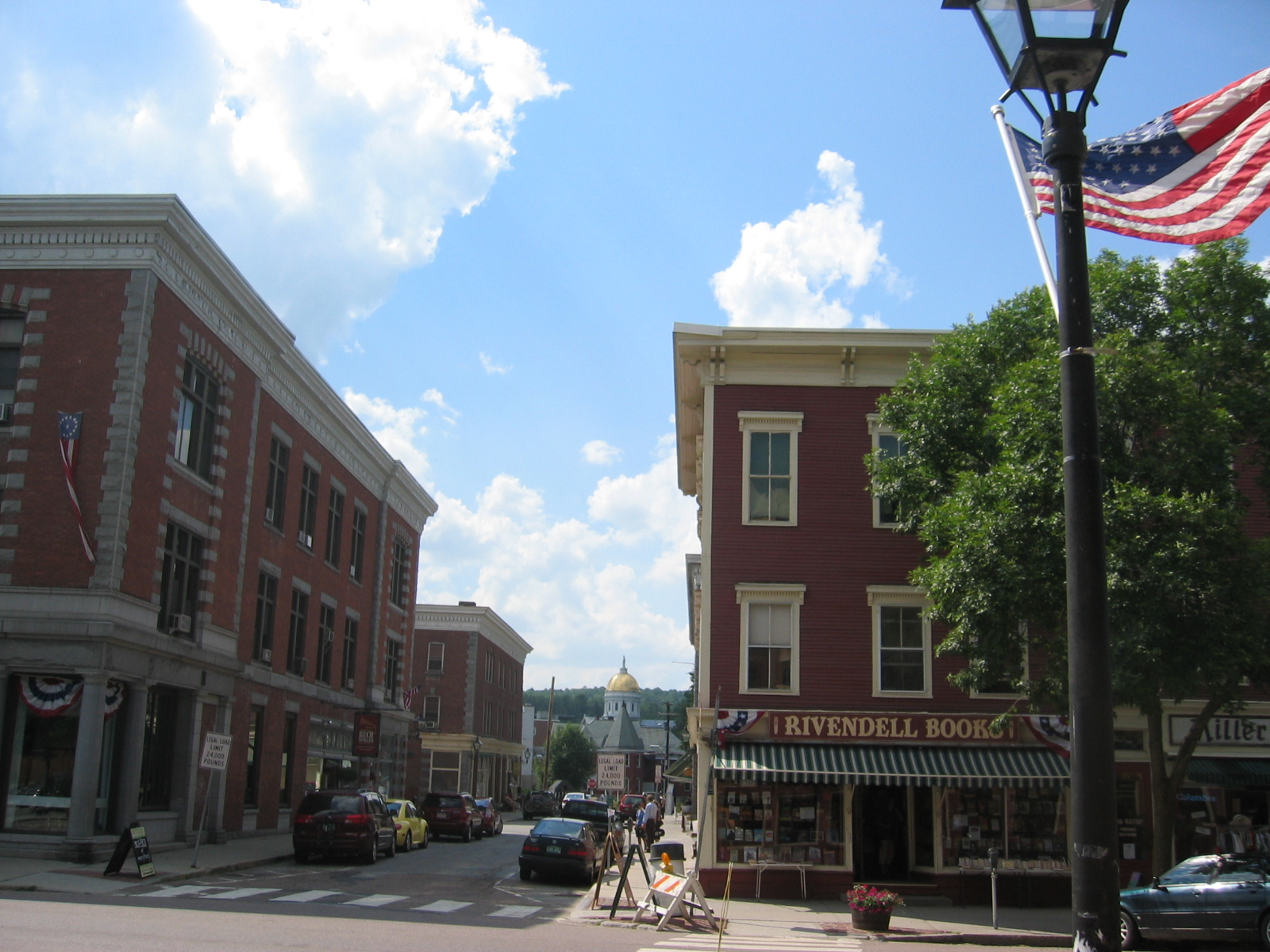
州都モントピリア市の市街地。

バーモント州の法人化された都市は9市ある。以下に全9市をその人口（2020年国勢調査時点）と共に示す。
1. バーリントン、44,743人
2. サウスバーリントン、20,292人
3. ラトランド、15,807人
4. バリ、8,491人
5. モントピリア、8,074人
6. ウィヌースキー、7,997人
7. セントオールバンズ、6,887人
8. ニューポート、4,455人
9. バージェンズ、2,553人

法人化された町の中にも、市と見なされるくらいの人口規模はあるが、市制を施行していないものもある。以下に人口10,000人（2020年国勢調査）以上の町を列挙する。
- エセックス町、22,094人
- コルチェスター町、17,524人
- ベニントン町、15,333人
- ブラトルボロ町、12,184人
- ミルトン町、10,723人
- ハートフォード町、10,686人
- ウィリストン町、10,103人

### 気候

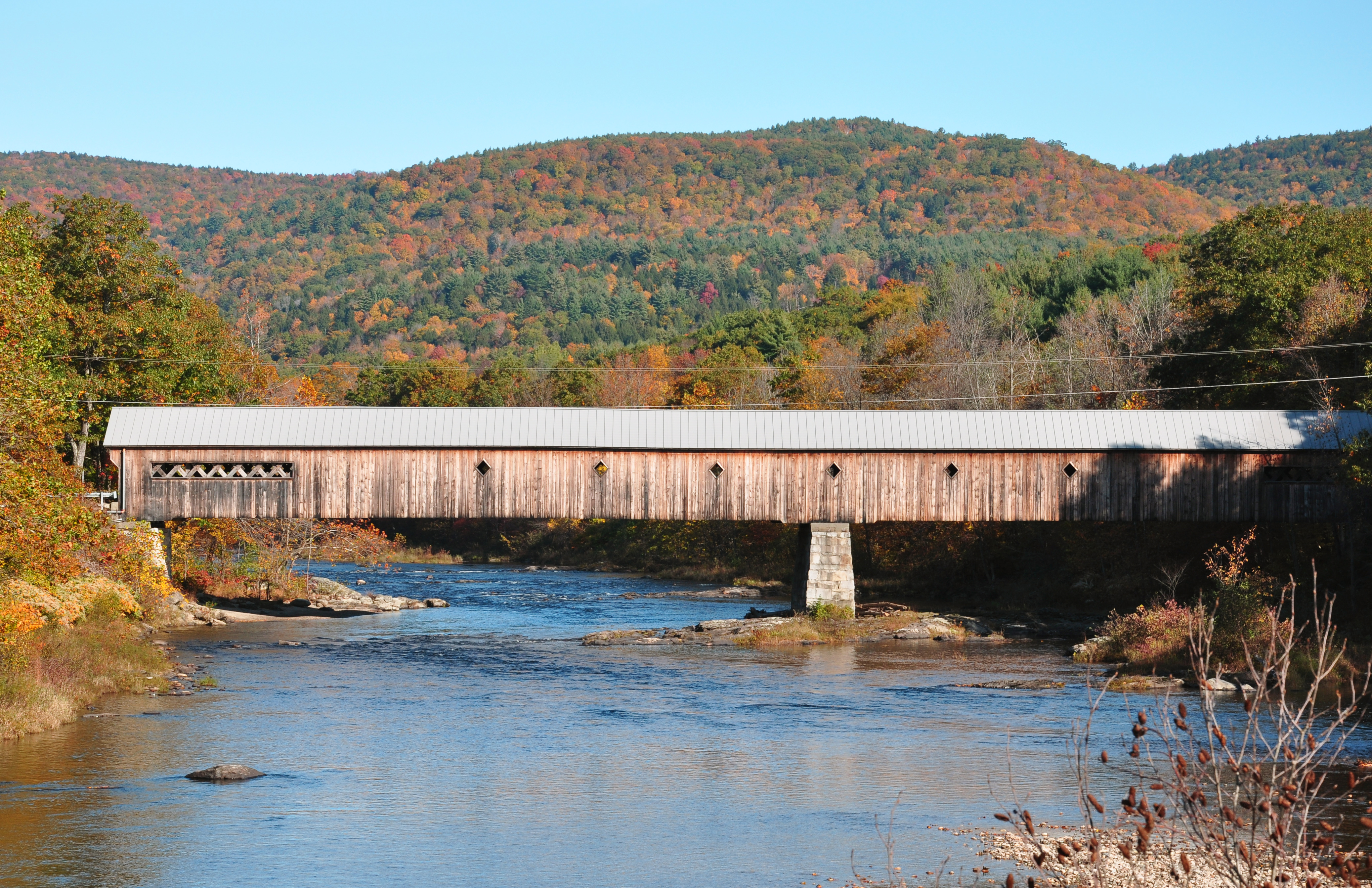
屋根付橋、落ち葉対策で設置された、2009年撮影。

バーモント州の年間平均気温は43°F (6 ℃)である。湿潤大陸性気候にあり、春は雪融け水でぬかるみ、初夏は概して穏やかであり、夏は暑い。秋は紅葉があり、冷気が近づくに連れて赤、オレンジ、金色（サトウカエデ）に変わる。冬は高地で寒い。ケッペンの気候区分では "Dfb" であり、世界で見れば、ミンスク、ストックホルム、ノースダコタ州ファーゴ市に似ている。
田園部である北東部はノースイースト王国とも呼ばれ、冬季には州南部よりも平均気温が10°F (6 ℃)低くなる。年間降雪量は高度によって異なり、60インチ (150 cm) から100インチ (250 cm) である。
国内では7番目に寒い州である。冬季には「あまりに寒くて雪にならない」、すなわち寒くなって空気中に十分な水分がなくなり降水に至らないことがある。
過去最高温度は1911年7月4日にバーノンで記録されたで105°F (41 ℃) だった。過去最低温度は1933年12月30日にブルームフィールドで記録された-50°F (-46 ℃) だった。これはニューイングランドで記録された最低温度に並ぶものである（2009年にメイン州ビッグブラックリバーでも記録された）。植物生育期間は年間120日から180日である。
アメリカ合衆国農務省による植物耐寒性は、北部ノースイースト王国の 3b（-35°F (-37 ℃)以上） から、州南部の 5b（-15°F (-26 ℃)以上） の間にある。
年間の日照時間は2,000ないし2,400時間である。
| 月                          | 1月         | 2月       | 3月       | 4月         | 5月        | 6月        | 7月          | 8月          | 9月        | 10月      | 11月      | 12月        | 年間      |
| --------------------------- | ----------- | --------- | --------- | ----------- | ---------- | ---------- | ------------ | ------------ | ---------- | --------- | --------- | ----------- | --------- |
| 過去最高気温 °F(°C)         | 59 (15)     | 63 (17)   | 84 (29)   | 91 (33)     | 94 (34.5)  | 96 (35.5)  | 101 (38)     | 98 (36.5)    | 95 (35)    | 87 (30.5) | 69 (20.5) | 62 (17)     | 101 (38)  |
| 平均最高気温 °F(°C)         | 25 (−4)     | 31 (−0.5) | 43 (6)    | 51 (10.5)   | 64 (18)    | 76 (24.5)  | 81 (27)      | 78 (25.5)    | 71 (22)    | 54 (12)   | 36 (2)    | 28 (−2)     | 53 (16)   |
| 平均最低気温 °F(°C)         | 4 (−15.5)   | 10 (−12)  | 22 (−5.5) | 30 (−1)     | 43 (6)     | 55 (13)    | 60 (15.5)    | 57 (14)      | 50 (10)    | 33 (0.5)  | 15 (−9.5) | 7 (−14)     | 32 (−10)  |
| 過去最低気温 °F(°C)         | −38 (−39)   | −35 (−37) | −18 (−28) | 9 (−13)     | 24 (−4.5)  | 36 (2)     | 41 (5)       | 38 (3)       | 21 (−6)    | 4 (−15.5) | −16 (−27) | −32 (−35.5) | −38 (−39) |
| 降水量 in(mm)               | 0.61 (15.5) | 0.63 (16) | 0.68 (17) | 1.99 (50.5) | 4.01 (102) | 4.06 (103) | 4.07 (103.5) | 4.00 (101.5) | 3.95 (100) | 2.48 (63) | 0.66 (17) | 0.62 (16)   | 28 (705)  |
| Source: USTravelWeather.com |             |           |           |             |            |            |              |              |            |           |           |             |           |

### 地質
州内には5つの異なる地理的区分がある。地質と地形で分類して、北東部高原、グリーン山地、タコニック山地、シャンプレーン低地、バーモント台地である。
約5億年前、バーモントはローレンシア大陸にあり、熱帯に入っていた。
グリーン山地の中部と南部には州内最古の岩石があり、約10億年前の第一次造山運動期のものである。約4億年前、第二次造山運動期にグリーン山地を高さ15,000フィート (4,600 m) から20,000フィート (6,100 m) まで押し上げ、現在の3、4倍、ヒマラヤ山脈に匹敵するものだった。これらの山を生んだ圧力はシャンプレーン衝上断層に見られる。この断層は山地の西、シャンプレーン湖の東岸を南北に走っている。岩盤が新しい岩層の上に押し上げられた衝上断層の例となっている。
地殻変動の結果として、グリーン山地より東のバーモント州はシルル紀とデボン紀に形成された岩で造られている。州の西側はそれより古い先カンブリア時代やカンブリア紀に造られている。
州内には花崗岩を含む大きな堆積が幾つかある。バリーにあるロック・オブ・エージズ採石場は国内最大級の花崗岩を産出している。この会社の訓練された彫刻師の作品が3マイル (5 km) 道を降りたホープ墓地に見られる。ここでは墓石と霊廟が見られる。
ドイツ、香港、アブダビの建物の中にはバーモント州産出の花崗岩で造られたものがある。ロック・オブ・エージズ採石場ではバリーグレーとベセルホワイトの2種の花崗岩を切り出している。
チェイジー地層の名残がアイルラモットで見られる。これは初期熱帯岩礁の1つである。ここは石灰岩のフィスク石切り場であり、ストロマトポロイドのような古代海洋性化石の集積が含まれている。これらの化石は2億年前のものとされている。バーモントはある時点でアフリカ大陸と繋がってパンゲア大陸を形成していたと考えられており、アフリカとアメリカ両大陸の海岸で見つけられる化石は岩層は、その理論を裏付けるものとなっている。
過去4世紀の間にバーモント州では何度か地震を経験したが、その震央が州の下にあったことは稀である。過去最大の地震は1952年に起きたマグニチュード6.0のものだった。

### 動物相
州内には41種の爬虫類と両生類、89種の魚類がいる。このうち12種は原生種ではない。また193種の鳥類、58種の哺乳類、15,000種以上の昆虫もいる。2,000種の高等植物とキノコ類、藻類が自生し、75種の自然群落がある。
イースタン・ティンバー・ガラガラヘビという毒蛇が1種いる。生息地はラトランド郡の数エーカーに限られている。
19世紀半ばまでに、過狩猟と生息域の破壊により州内では野生のシチメンチョウが絶滅した。1969年に16羽が移入され、2009年には45,000羽まで増加したと推計されている。
1970年から農地が減り、アメリカヤマシギ、チャイロツグミモドキ、ワキアカトウヒチョウ、ヤナギヒタキ、オウゴンハネムシクイ、アオバネムシクイ、ヒメドリ、ボルチモアムクドリモドキなど灌木地鳥類の生息域が減り、その個体数を減らした。
DDTがミサゴの卵殻を破壊したので、州内では見られなくなったが、1998年に復活するようになった。2010年時点で、もはや絶滅危惧種ではない。
白い鼻症候群のために2008年から2010年にかけて州内の洞窟で冬眠するコウモリの3分の2が死んだと推計された。
ニューイングランド・ワタオウサギが1970年代初期に州内から姿を消した。これは1800年代に狩猟用に輸入されたヒガシワタオウサギとの競合に負けたものであり、ヒガシワタオウサギの方が捕食者を見つける能力に優れていた。
マルハナバチ33種のうち、2013年時点で州内には19種ないし20種がいる。キイロオビマルハナバチは他所では絶滅しており、バーモント州でのみ見られる。ミツバチでは蜂群崩壊症候群が州内でも個体数に影響している。
外来種としては、ハンテンショウジョウバエが2012年にベリー類に被害を与え始めた。ニューイングランドではバーモント州が侵入点になった。

### 植物相
バーモント州は温帯広葉樹混交林生態系にある。州域の大半、特にグリーン山地は、ニューイングランド・アケイディア森林の針葉樹と北部硬木に覆われている。ニューヨーク州との西側州境やシャンプレーン湖周辺地域は五大湖東部低地森林地帯に入っている。州の南西隅とコネチカット川沿いの一部は、オークの混ざった北東部海岸森林である。
外来種のスイカズラが州内の森林、原生種、野生生物にとって脅威になると考えられている。
ウィヌースキ川など州内の多くの河川は人工の障壁を設けて洪水を制御している。
気候変動が州内のメープルシロップ産業に影響している。サトウカエデは酸性雨、ツヤハダゴマダラカミキリ、アザミウマに敏感であり、2011年には鹿の大群が冬に木肌を食べるようになった。サトウカエデはシロップのための樹液を作るために特定量の寒気が必要である。これらの木に穴を開ける時期が数年間に1週間ほど短くなった。より強力なノルウェーカエデに移し替え、サトウカエデは北のカナダに移植するのが有効かもしれない。

## 人口動態

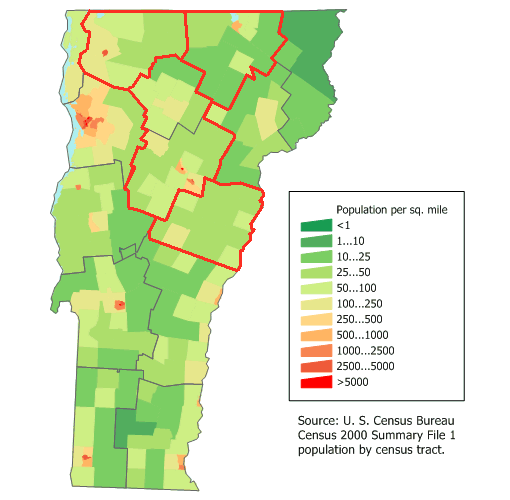
バーモント州の人口密度図。

### 人口
。
2020年国勢調査時点でのバーモント州の人口は643,077人で、2010年国勢調査での625,741人から2.77%増加していた。バーモント州の人口重心はワシントン郡ウォーレン町付近となっている。
2009年時点で州人口の47.8%は州外の生まれとなっており、第一世代と第二世代の合計で過半数となっていた。
2009年、15歳以上の州民の12.6%が離婚を経験していた。これは国内50州の中で5番目に高い数字である。
2005年の平均年齢は40.7歳であり、全米で2番目に高かった。

### 人種及び性別
2010年国勢調査に拠れば、バーモント州の人種による人口構成は次のようになっている。（　）内はその構成比の全米50州とワシントンD.C.を含めた51地域の中での順位を示す。
- 94.3% 白人（第2位）
- 1.3% アジア系アメリカ人（第41位）
- 1.0% 黒人（第48位）
- 0.4% インディアン（第29位）
- 1.7% 混血（第39位）
- 0.9% ヒスパニック（第49位、人種に拠らない）

男女別構成比
- 50.8% 女性
- 49.2% 男性

### 民族
州内で申告された祖先による構成比は次の通りだった。
- 23.9% フランス系とフランス系カナダ人
- 18.6% イギリス系
- 17.9% アイルランド系
- 10.3% ドイツ系
- 7.5% イタリア系
- 7.0% アメリカ人
- 5.0% スコットランド系
- 3.9% ポーランド系
- 2.7% スコットランド・アイルランド系
- 1.9% スウェーデン系
- 1.6% オランダ系
- 1.4% ロシア系
- 1.4% ウェールズ系

イギリス系（特にイングランド系）の住民はバーモント州の至る所に暮らしている。州北部にはフランス系カナダ人の比率が高い。バーモント・アクセントの名残が今も聞かれるが、近年は周りの標準的英語に同化してきている。
2000年時点で、5歳以上の住民の2.54%は家庭でフランス語を話し、1%はスペイン語を話していた。

### 宗教
| 宗教宗派                         | 1990年 | 2001年 | 2008年 |
| -------------------------------- | ------ | ------ | ------ |
| キリスト教                       | 84%    | 67%    | 55%    |
| ローマ・カトリック               | 37%    | 38%    | 26%    |
| プロテスタント                   | 47%    | 29%    | 29%    |
| 会衆派教会/キリスト連合教会      |        | 6%     |        |
| メソジスト                       |        | 6%     |        |
| 米国聖公会                       |        | 4%     |        |
| その他のキリスト教               |        | 4%     |        |
| バプテスト                       |        | 3%     |        |
| その他のプロテスタント           |        | 2%     |        |
| ペンテコステ派                   |        | 1%     |        |
| 福音主義                         |        | 1%     |        |
| セブンスデー・アドベンチスト教会 |        | 1%     |        |
| 無宗派                           |        | 1%     |        |
| その他の宗教                     | 3%     | 2%     | 4%     |
| 無宗教                           | 13%    | 22%    | 34%    |
| 回答無し                         | 1%     | 8%     | 6%     |

2012年時点で、バーモント州は国内でも宗教色の弱い州と見なされている。州民の23%が「宗教心篤い」と回答している。2008年では州民の半数以上がキリスト教徒と申告した。最大の会派はローマ・カトリックである。宗教データアーカイブ協会に拠れば、信徒数は147,918人だった。
州民のほぼ3分の1がプロテスタントだと申告している。プロテスタントの中では会衆派教会が21,597人と最大であり、この宗派の比率としては国内最大である。
プロテスタントの中で2番目に多いのはメソジスト教会の19,000人であり、米国聖公会やバプテストが続いている。
州民の24%は定期的に教会の礼拝に出席している。これは国内（平均39%）では低い数字であり、ニューハンプシャーと同程度である。
2008年州民の34%が無宗教と回答した。これは国内でも最大級である。合同で世論調査を行ったバーモント州とニューハンプシャー州の州民は、国内平均（71%）よりも低い54%が神を信じている。36%が宗教は重要であると回答した（国内平均は56%）。
末日聖徒イエス・キリスト教会の初期指導者ジョセフ・スミス・ジュニアとブリガム・ヤングの2人はバーモント州で生まれた。スミスの生誕地シャロンには記念碑があり、教会が維持し、毎年7万人が訪れている。2010年時点で末日聖徒イエス・キリスト教会の12の教会に4,386人の信徒がいる。
バーモント州は仏教への改宗者が国内でも多い可能性がある。仏教の隠棲所が幾つかある。
イスラム教徒は2,000人がいると推計されている

## インディアン部族

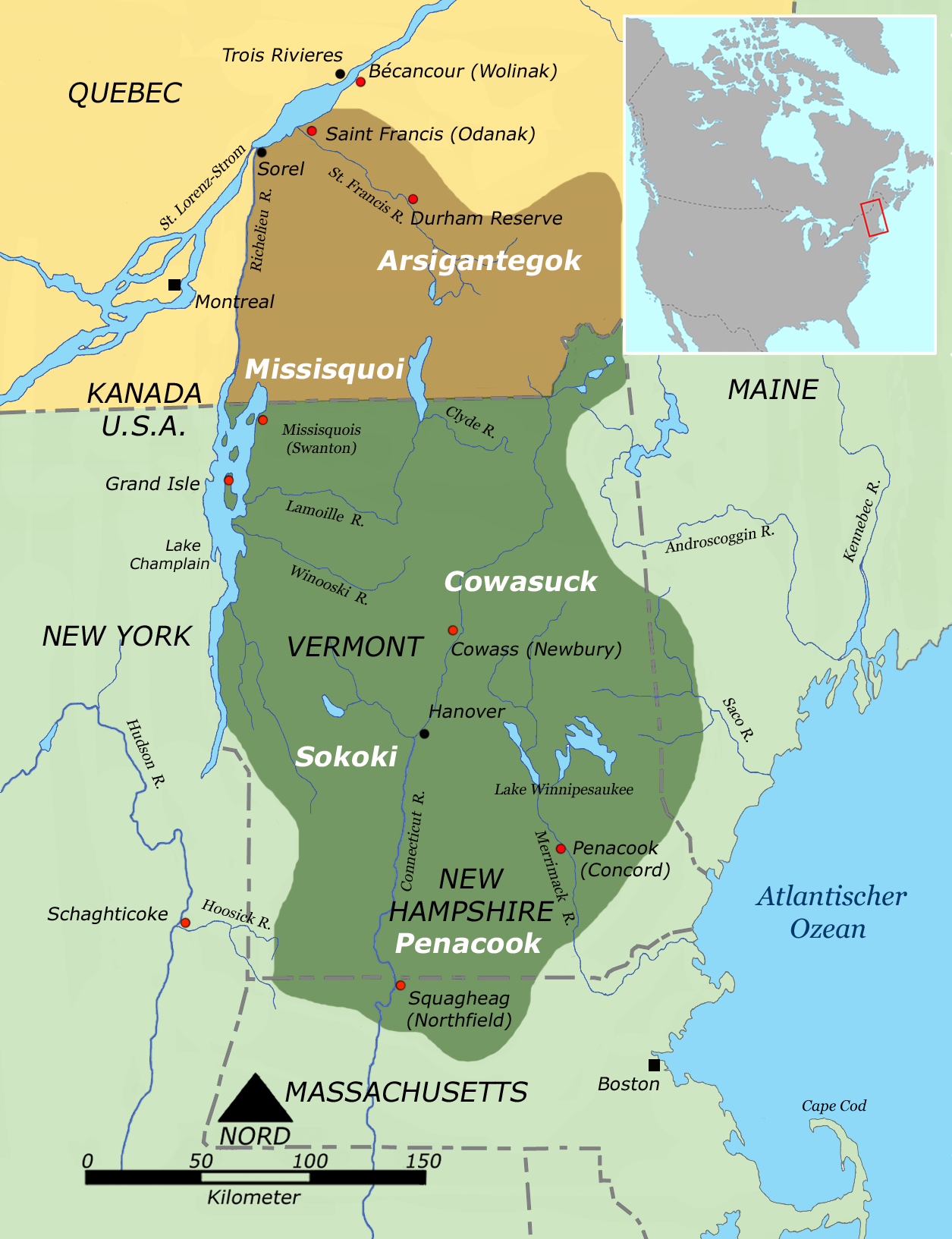
同州近辺のかつてのインディアン部族の勢力図。

かつてアベナキ族、マヒカン族、ペンナコック族、ポコムチュック族などのインディアン部族がウィグワムに住み、移動型の狩猟農耕生活を営んだ。1730年にスワントンに入植したフランス人は同地に伝染病を持ち込み、インディアンたちは森に逃げ込まざるを得なくなった。その後も入植の勢いは止まらず、多くの部族が滅ぼされ数を減らした。
現在、同州にはアベナキ族のみが残っているが、19世紀に「絶滅部族」とされて保留地（Reservation）を没収され、多くのアベナキ族がカナダへ逃げた。現在アベナキ族の二つのバンドが、部族の再認定を要求し係争中である。
1976年、トーマス・サーモン知事はアベナキ族の州公認を承諾した。しかし翌年、新任されたリチャード・スネリング知事は、この公認を無効とした。
2006年5月3日、バーモント州法廷は、「アベナキ族」を「インディアンである」と認めた。しかし、インディアンの「部族」や「バンド」としてはなお認めていない。
- アメリカ連邦政府に公式認定を要求中のインディアン部族
  - 「アベナキ族・コワサック・バンド」
  - 「アベナキ族・ソココキ・ミッシスクォイ・バンド」

### インディアン・カジノ
現在のところ、バーモント州にインディアン部族が運営する「インディアン・カジノ」は一軒もない。同州ではインディアン部族は存在していないことになっているので、今後も部族カジノ開設は望み薄である。

## 政治と法律

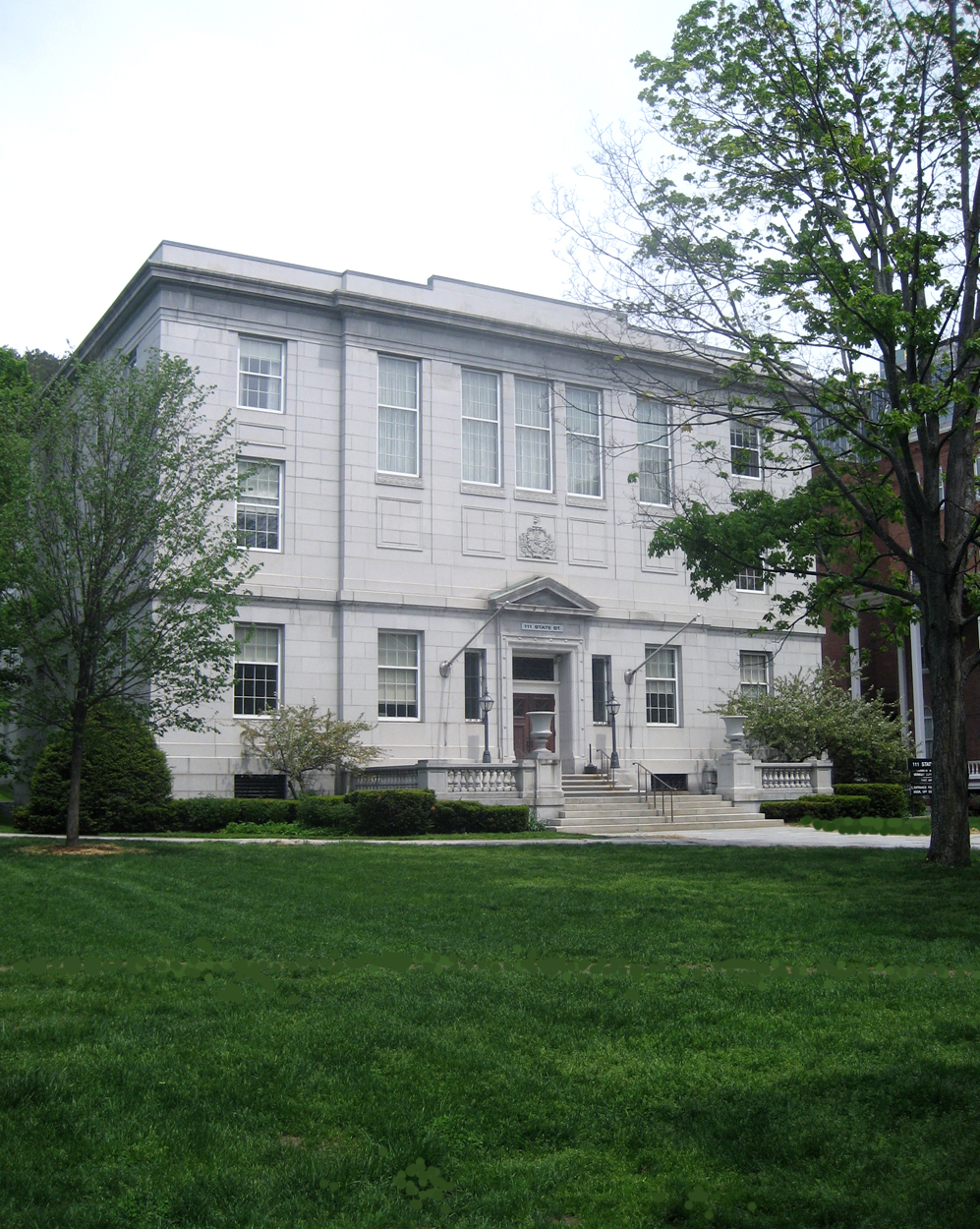
バーモント州最高裁判所ビル、モントピリア市。

バーモント州からはアメリカ合衆国上院に2人、下院に1人を選出している。
バーモント州憲法により、政府を立法府、行政府、司法府に分割している。州知事と30人の上院議員を含め行政府と立法府の任期は2年間である。どの役職も任期制限は無い。
地方自治体は町、市、村の3種がある。ニューイングランドの多くと同様に郡政府にはあまり権限が無い。郡と州の裁判所があること、州検察官と保安官のような役職を選挙で選ぶことを除けば、郡と郡庁所在地は便宜的な区分に留まっている。郡のサービスは州の予算で直接運営されている。州の下にくる実質的な政府は自治体である。その大半が町の位置づけである。

### 財政と税制
バーモント州は均衡予算を義務付けていない国内唯一の州だが、1991年以降は均衡を保っている。2007年、ムーディーズの信用格付けは最高ランクの "Aaa" だった。
州は民間事業に類似した事業運営資金を使っている。宝くじ委員会、酒類統制基金、失業保険信託基金が州内最大級の事業資金である。
2007年、地方税の一人当たり負担額は3,681米ドルであり、国内第14位だった。全国平均は3,447米ドルだった。しかしCNNマネーに拠れば、一人当たり収入に対する税額比率では国内最大である。一人当たり収入は38,306米ドル、税負担額は5,387米ドル、税額比率は14.1%だった。
個人所得税は3.6%から9.5%の5段階による累進課税方式である。2008年では所得上位1%が所得税の30%を納めていた。9.5%の税率を適用される州民が約2,000人いた。
消費税率は6%であり、有形資産の販売、娯楽料金、製造費、公共事業料金、サービス料に課税される。市や町は1%の追加課税を選択できる。食品、医療品、製造機械、器具と燃料、住居燃料と電力、衣料、靴など46品目は免税である。使用税は消費税と同じ税率で購入者に課される。販売者が消費税を徴収しなかった場合、あるいは税が徴収されないところから購入された場合に使用税が徴収される。使用税は消費税が課される品目に適用される。
バーモント州は相続税を課さないが資産税は課している。資産が連邦資産税返還金を申告しなければならない場合に、州資産税返還金が申告されなければならない。
バーモント州は贈与税を徴収しない。
資産税は、地方政府の教育と市民サービスを支援するために、自治体によって課されている。個人資産は評価しない。資産税は不動産の公正市場価値によって評価される。税率はエセックス郡ファーディナンドの家産に対する0.97%から、バリー市の非滞在資産に対する2.72%まで幅がある。州全体では平均1.77%から1.82%である。2007年、州内の郡の資産税は国内でも高いものとなった。チッテンデン郡の3,809米ドル、ウィンダム郡の3,412米ドル、アディソン郡の3,352米ドル、ウィンザー郡の3,327米ドルは、人口が2万人を超える1,817郡の中で上位100位までに入っていた。州内14郡のうち12郡が上位20%以内に入っている。2011年では、家屋所有者の平均年収に対する資産税の比率は5.4%であり、国内第3位だった。
教育の機会均等を図るために、徴収した資産税を、適切な教育学区に再配分することが州法によって求められている。

### 政治
バーモント州民はその政治的な独立性で知られている。アメリカ合衆国に加盟する前に独立国家であった4つの州の1つである（他の3州はテキサス州、ハワイ州、カリフォルニア州）。国政選挙でも、結果が反対に出ることもある。反メイソン党の大統領候補者を選んだ唯一の州であり、フランクリン・ルーズベルト大統領が当選した4回の選挙で、全て対立候補を選んだ2州の1つである（もう1つはメイン州）。
独立心の強い政治的思潮の歴史は、第二バーモント共和国の設立など、合衆国からの脱退を提案する計画にも現れてきた。

#### 州の政治

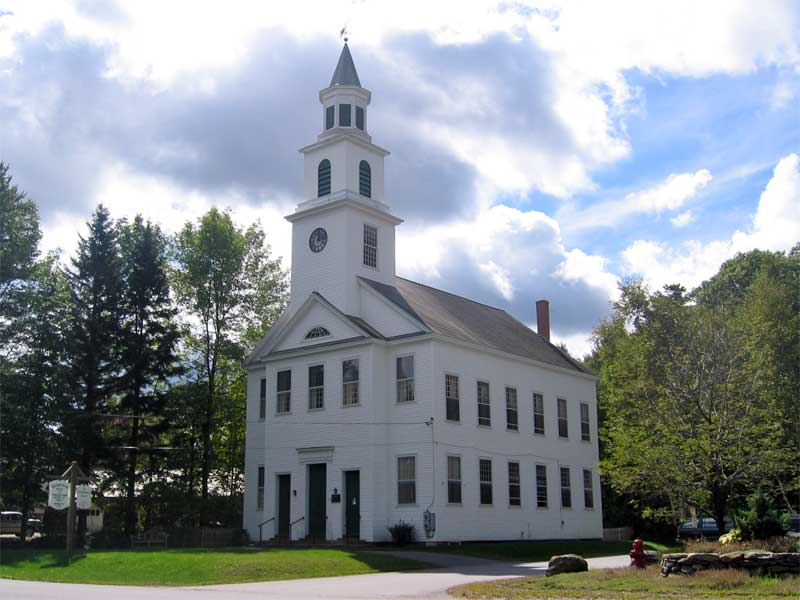
州内の町で地方政府の仕事の多くは、毎年3月に町の集会所で開催される町民集会で決められる。写真はマルボロの集会所。

共和党は、その設立され1854年から1970年代半ばまでバーモント州の地方政治を支配してきた。1960年代以前、田園部の利益が立法府を支配した。その結果都市、特にバーリントンとウィヌースキの古い部分は無視され、衰退した。市民は新しい郊外部に移り始めた。
1960年代にアメリカ合衆国最高裁判所によって一連の「一人一票」判決が出され、州の人口を公正に反映するよう選挙区の再編が求められた。その結果は州内の都市部も政治的な力を取り戻した
1960年代、議会が一人一票原則の下に選挙区を再編した後、新しく州内に入ってくる者に対応する法を成立させた。1970年の土地利用と開発法だった。この法は、この種の法として国内初のものであり、州知事が指名した民間人で構成される地区環境員会9つを創設し、州知事は州の環境と多くの小さな町に重大な影響を与えることになる土地開発と小区分の計画を承認しなければならなかった。この法の結果、ウォルマートの進出では最後の州となった。この法の成功により、その後の試みは効果が薄れ、その他の開発に関する圧力もあって、バーモント州は、全米歴史保存信託から最も「危惧される歴史史跡」の1つに指定された。
1964年、バーモント州は死刑制度を廃止した。
1995年、バーモント州は12月15日から4月1日まで肥料の散布を禁止してその流出を防ぎ、水を保護した。農家はこの期間に肥料を保管する環境的に健全な施設を備えなければならない。
州内では民主党が優勢になってきたが、2006年の州知事選挙では共和党知事のダグラスがウィンダム郡以外の全郡を制した。
1999年から、同性のカップルに結婚とほぼ同じ権利と特権を認める制度であるシビル・ユニオンの採用について、大きな議論が交わされた。1999年の「ベイカー対バーモント州事件」では、バーモント州最高裁判所が現憲法下で同性結婚あるいはシビル・ユニオンを認めなければならないと裁定した。州議会はシビル・ユニオンの方を選択した。この法は議会を通過し、ハワード・ディーン州知事の署名によって法制化された。2009年4月、ジム・ダグラス州知事が同性結婚を認める法に拒否権を使ったのに対し、州議会がこれを差し戻し、同性結婚を合法化した国内初の州になった。2009年9月、同性カップルが結婚できる6州の1つとなった。
2007年、州議会下院は末期症状の者に対する自殺幇助を合法化する法案を反対82票、賛成63票で否決した。
州内では少数党と独立系の動きが盛んである。多くの州にある少数党を投票用紙から排除する規則は、バーモント州には無い。その結果一般投票では、有権者に幅広い選択肢がある。これがバーリントン市長、その後にアメリカ合衆国下院議員に社会主義者のバーニー・サンダースを選ぶことになり、サンダースはその後無所属としてアメリカ合衆国上院議員になった。
教育資金のための税金を均等化させて配分する法が政治問題となってきた。このことで、キリングトンの町は州からの脱退とニューハンプシャー州への加入を試みることになった。地元では不公平な税負担だと言っている。
バーモント州憲法と裁判所は、表示が無く、フェンスも無いような土地を人が歩き、釣りや猟をする権利を支持している。不法侵入は土地の所有者が証明しなければならない。これは自動的にはできない。
バーモント州はアルコール飲料を統制する州である。2007年、バーモント州酒類統制省が、酒類の販売と分配から1,400万米ドル以上を得た。
2013年、大麻使用を犯罪としないと定めた17番目の州になった。1オンス (28 g) 未満の薬物を所持することは、逮捕や刑期には該当せず、少額の科料で処罰されるものとした。

#### 連邦政府役職者の選挙
| 年     | 共和党         | 民主党         |
| ------ | -------------- | -------------- |
| 2012年 | 30.97% 92,698  | 66.57% 199,239 |
| 2008年 | 30.45% 98,974  | 67.46% 219,262 |
| 2004年 | 38.80% 121,180 | 58.94% 184,067 |
| 2000年 | 40.70% 119,775 | 50.63% 149,022 |
| 1996年 | 31.09% 80,352  | 53.35% 137,894 |
| 1992年 | 30.42% 88,122  | 46.11% 133,592 |
| 1988年 | 51.10% 124,331 | 47.58% 115,775 |
| 1984年 | 57.92% 135,865 | 40.81% 95,730  |
| 1980年 | 44.37% 94,628  | 38.41% 81,952  |
| 1976年 | 54.34% 102,085 | 43.14% 81,004  |
| 1972年 | 62.66% 117,149 | 36.47% 68,174  |
| 1968年 | 52.75% 85,142  | 43.53% 70,255  |
| 1964年 | 33.69% 54,942  | 66.30% 108,127 |
| 1960年 | 58.65% 98,131  | 41.35% 69,186  |
| 1956年 | 72.16% 110,390 | 27.81% 42,549  |
| 1952年 | 71.45% 109,717 | 28.23% 43,355  |
| 1948年 | 61.54% 75,926  | 36.92% 45,557  |

バーモント州は昔から、国政選挙で共和党の牙城と考えられていた。1856年から1988年、民主党候補が大統領選挙で勝利したのは、1964年に民主党のリンドン・B・ジョンソンが共和党のバリー・ゴールドウォーターに大勝した1度きりだった。フランクリン・ルーズベルト大統領は4度の選挙で大勝したが、バーモント州とメイン州のみはルーズベルトを一度も支持しなかった。19世紀後半から20世紀初期、共和党大統領候補はバーモント州で70%以上の支持を得て制することが多かった。
1980年代と1990年代、州内の人口に多くの出入りがあった。入って来た者はニューヨーク州やニューイングランドの都会部から、よりリベラルな影響力を持った者達だった。バーモント州の共和党は昔から中道よりであり、全国の共和党は右傾化するに連れて、新参者と組み合わさって民主党に友好的となった。その1つの証拠として1990年、民主社会主義者を自称するバーニー・サンダースが無所属候補として、バーモント州選出アメリカ合衆国下院議員の席（州全体で定数1）を得た。サンダースは2007年に州選出アメリカ合衆国上院議員になり、上院では支持政党を持たない2議員の1人になっている。しかし、下院と上院でのその政歴を通じて、民主党に肩入れしており、委員会委員数の割り当てや政党指導者の選出では民主党員に数えられている。
1988年アメリカ合衆国大統領選挙で僅差で共和党のジョージ・H・W・ブッシュを支持した後、1992年では民主党のビル・クリントンを16ポイント差で支持し、民主党に1964年以来の勝利をもたらした。その後は全ての大統領選挙で民主党候補を支持している。
近年は民主党が最良の結果をあげる州になってきた。2004年アメリカ合衆国大統領選挙では、民主党のジョン・ケリーが全米で4番目に高い支持を獲得し、共和党のジョージ・W・ブッシュに20ポイントの差を付けた。ケリーは隣のマサチューセッツ州出身であり、バーモント州を制した初の北部出身民主党候補となった。州北東部にあるエセックス郡のみがブッシュを支持した。ブッシュが大統領職にある間、バーモント州だけがその訪問を受けなかった州となった。ブッシュはバーモント州の支持が無くても当選できた。2008年アメリカ合衆国大統領選挙では、民主党バラク・オバマに37ポイントという3番目に高い支持率差を与えた。2012年も同様であり、36ポイント差だった。
バーモント州選出の連邦議会上院議員は、無所属のバーニー・サンダースと民主党のピーター・ウェルチである。下院議員は1人のみであり、2023年に上院議員となったウェルチの後任となった民主党のベッカ・バリントである。

## 経済
アメリカ合衆国商務省経済分析局は2010年のバーモント州の州総生産高を260億米ドルだったと推計している。この値は50州中の第50位である。人口1人あたりの州総生産高では同34位だった。
総生産高の内訳は次の通りだった。
- 政府 – 30億ドル (13.4%)
- 不動産業 – 26億ドル (11.6%)
- 耐久消費財製造業 – 22億ドル (9.6%)
- 医療と社会支援 – 21億ドル (9.4%)
- 小売業 – 19億ドル (8.4%)
- 金融保険 – 13億ドル (5.9%)
- 建設業 – 12億ドル (5.5%)
- 専門技術職 – 12億ドル (5.5%)
- 卸売業 – 11億ドル (5.1%)
- 宿泊飲食業 – 10億ドル (4.5%)
- 情報産業 – 9.58億ドル (4.2%)
- 消費財製造業 – 7.11億ドル (3.1%)
- その他のサービス業 – 5.63億ドル (2.4%)
- 電力等公益事業 – 5.53億ドル (2.4%)
- 教育 – 4,78億ドル (2.1%)
- 運輸倉庫業 – 4.84億ドル (2.1%)
- 廃棄物処理業 – 4.36億ドル (1.9%)
- 農林漁業狩猟業 – 3.75億ドル (1.6%)
- 芸術・娯楽・レクリエーション – 1.94億ドル (.8%)
- 工業 – 1.0億ドル (.4%)
- 会社経営 – 3,500万ドル (.2%)

2007年、雑誌フォーブスの事業を行うために適した州のランキングでは第32位だった。前年は第30位だった。2008年には、ある経済学者がバーモント州は「真に不景気であり、今後の30年間も続くと予測される」と語っていた。2010年5月時点の失業率は6.2%であり、国内では4番目に低かった。この率は前年5月以降50州の中でも2番目に景況が大きく低下したことを反映している。
2007年ではカナダが最大の貿易相手国だった。第2位は台湾だった。ケベック州とは40億ドル相当の交易があった。
経済活動の主流は小売業である。2007年の売上高は52億米ドルだった。2008年に8,631の新規企業が登録されたが、2007年よりは500社減った。
2004年の1人当たりの収入は32,770米ドルであった。

### 個人収入
2002年から2004年の世帯当たり収入中央値は45,692米ドルだった。これは全国では第15位だった。2008年の州平均賃金は1時間15.31米ドル、すなわち年収で31,845米ドルだった。2007年に食券を支給される資格のある州民68,000人の約80%は実際にそれを受け取っていた。75歳以上の高齢者の40%は、年間収入が21,660米ドル以下だった。
2011年、91,000人の高齢者が社会保障費から年間平均14,000米ドルを受け取っていた。これは高齢者収入の59%に相当している。このことは州経済には17億米ドルの寄与だった。

### 主な産業

#### 観光業

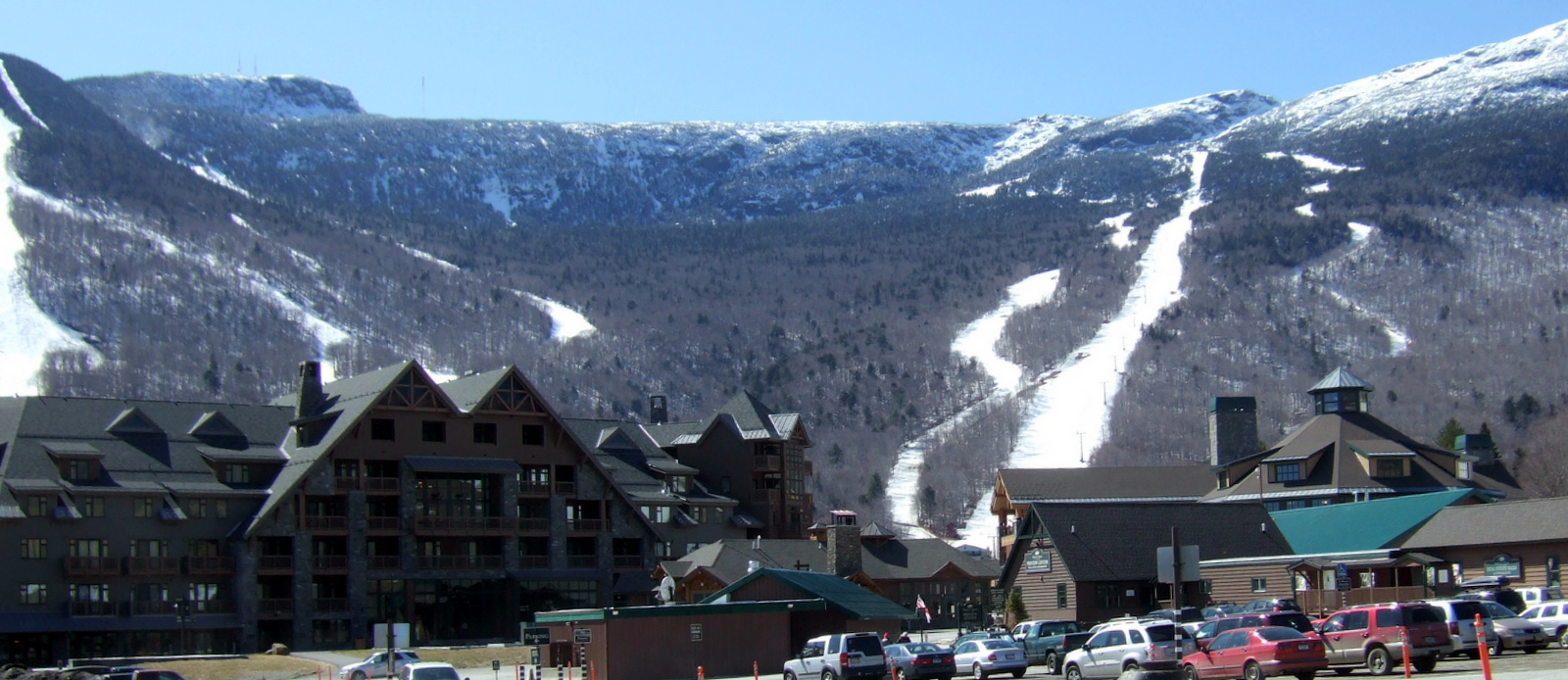
リゾート地としてしられるストウ。

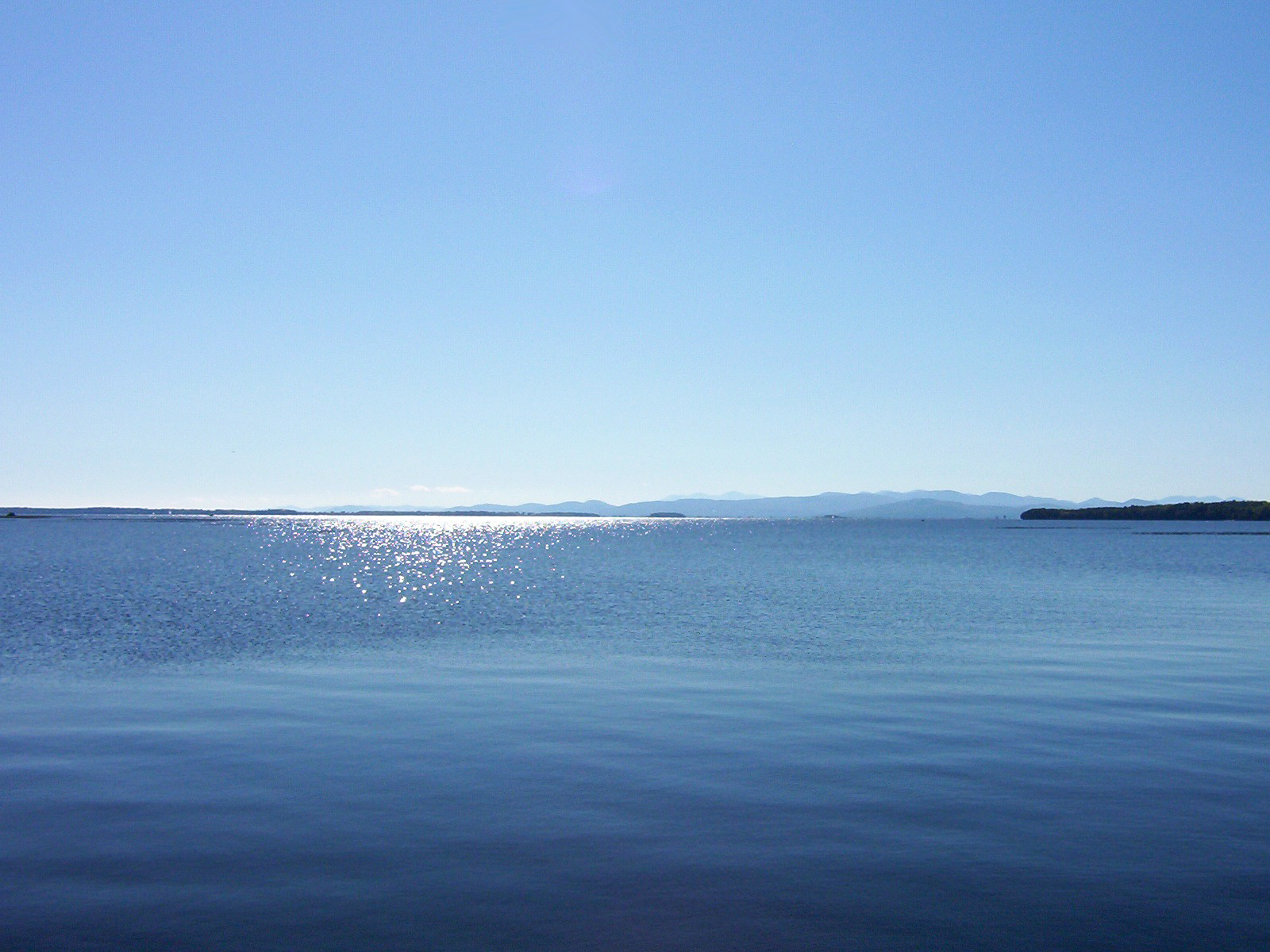
シャンプレーン湖

観光業はバーモント州最大の産業であり、同州GSPの27%を観光業が占めている。この比率は全米50州中で最大である。
豊かな自然を背景とした、スキー、サイクリング、フィッシングなどが盛んであり、サマーキャンプやりんご狩りなどには大勢の観光客が訪れる。観光客の多くは、高速道路で数時間の距離にあるニューヨーク都市圏やボストン都市圏などの住民である。
西のコロラド州に対し、東のスキーのメッカである。ニューイングランドでは最大級のスキー場が幾つか州内にある。バーク山スキー場、ボルトン・バレー、ストウなどが著名である。夏の観光客はストウ、マンチェスター、クェチーなどのリゾート地を訪れる。
マス釣り、湖水釣り、氷釣りが楽しめ、州の長さにわたるロング・トレイルをハイキングする者もいる。冬はノルディックスキーやカントリースキーを楽しむ者がこれも州の長さにわたるカタマウント・トレイルを移動する。ホースショーも年間行事である。州立公園、歴史史跡、博物館、ゴルフ場、また温泉付きブティックホテルが観光客を惹きつけている。
2000年国勢調査に拠れば、州内にある家屋の約15%は空室であり、「季節により、レクリエーション用または一時的に利用される」ものに分類されている。この数字はメイン州に次いで国内でも2番目に高いものである。幾つかの市では、ニューイングランドやニューヨーク市の金持が所有する余暇用家屋が住宅ストックの大半を占めている。推計に拠れば、2009年時点でラドロー町の家屋の84%は州外の住人が所有している。その他マンチェスターやストウのようなリゾート地も同様である。
2005年、バーモント州への観光客は1,340万人に上り、15億7千万米ドルを消費した。2011年、州政府は観光業から2億7,400万米ドルの税金と料金を集めた。この金の89%は州外からの観光客によるものである。観光業で26,000人の雇用を支えており、これは総雇用数の7.2%にあたる。
2000年から2001年、スキーとスノーモービルの客は4,579,719人が訪れた。2009年から2010年には4,125,082人だった。2008年、州内138のスノーモービル・クラブの会員は35,000人いた。クラブの連合協会は6,000マイル (9,600 km) のトレイルを維持しており、私有地に入っている場所も多い。この事業は「数億ドルの事業」を生み出していると言われている。
狩猟については黒熊、七面鳥、鹿、ヘラジカの猟が規制されている。州内には5,500頭のクマがいる。規制の目的は個体数を4,500から6,000頭の間で維持することである。2010年、州内にいる鹿は約141,000頭であり、これは政府目標の範囲に入っている。しかしその分布は不均一であり、1平方マイル (2.6 km2) あたり10から15頭を超えると、木の成長に悪影響が出る。2012年、渡り鳥の猟は10月13日から12月16日の間に決められた。水禽類の猟も連邦法で規制されている。

#### 農林畜産業
バーモント州に伝わるリンゴ酢と蜂蜜を用いた「バーモント民間療法」は1950年代〜1960年代にデフォレスト・クリントン・ジャービス博士の著書（日本語版は『バーモントの民間療法』として1961年ダイヤモンド社が大原武夫訳で出版。）によって世界的に広められたが、現在ではバーモント州内でもほとんど知られていないという。バーモント州で実際に収穫が盛んなのはどちらかといえば「リンゴとメープルシロップ」である。参考リンク：ハウス食品　バーモントカレー
「りんごとはちみつ」のキャッチフレーズで知られる「ハウス バーモントカレー」はバーモント民間療法を応用してハウス食品が独自開発した物で、カレーと同州の関連は無い。
バーモント州の農業は州経済に直接間接に年間26億米ドル、約12%を貢献している。しかし、別の研究では2000年に州総生産の2.2%に過ぎなかったとするものもある。2000年時点で、州労働人口の約3%が農業に従事していた。

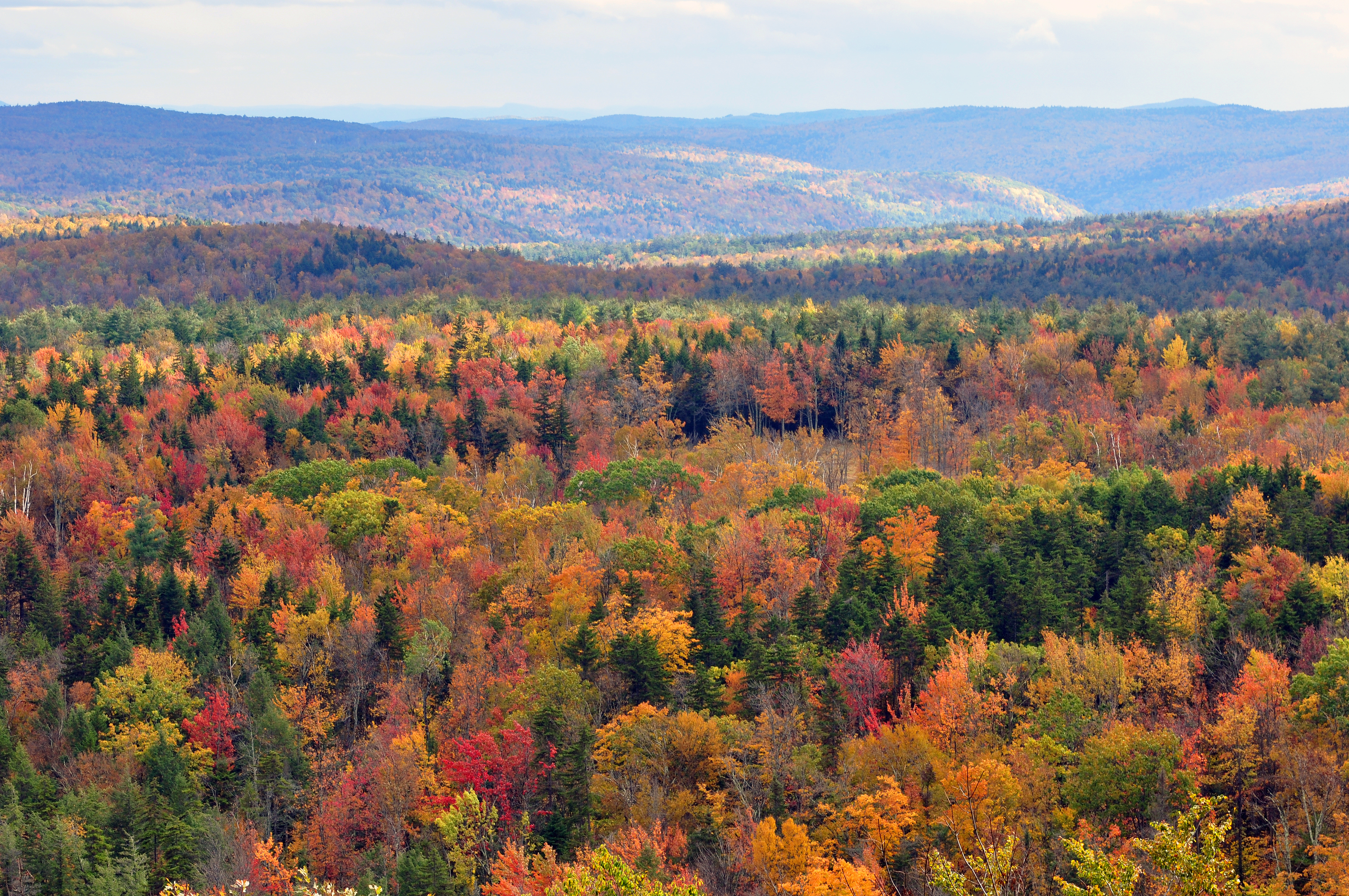
秋の紅葉、ウィルミントンのホグバック山からの眺め。

過去の2世紀間、バーモント州の林業は過伐採と他州の森の開発によって魅力の少ないものになった。農業が衰退し、生態遷移によって州内の森が再生された。現在の州内の森の大半は再生林である。州と非営利団体が森林の再生と管理を積極的に推進している。州面積の78%以上が森林である。その85%は個人や家族が所有する非事業、民有森林地である。
酪農業が農家収入の主要源である。20世紀後半、土地開発業者が比較的安価な未利用地に集合住宅や家屋を建てる計画を作った。バーモント州政府は一連の開発規制法を作り、幾つかの先進的な住民発議によって酪農産業の消失を防いだ。1947年には11,206の酪農家があったが、85%以上が減り、2003年には1,500を少し超える程度に、2006年には1,138戸、2007年には1,087戸と減り続けた。年間10%減り続けている。
牛の数も40%減ったが、生産効率が3倍になったために牛乳の生産量は同じ期間に2倍になった。牛乳の生産量は上がったが、市場シェアは下がった。ボストン大都市圏やニューヨーク大都市圏に供給する州の中で、バーモント州のシェアは10.6%で第3位である。ニューヨーク州が44.9%、ペンシルベニア州が32.9%となっている。2007年、酪農家は牛乳 100 ポンド (45 kg) 当たり23.60米ドルという記録的な売り上げになった。しかし2008年には17米ドルに下落した。2008年に平均的な酪農家は130万ポンド (585 トン) の牛乳を生産した。
酪農家が大きく減少したために、農業経済における基本的な需要よりも、酪農家の納屋という遺産を維持するための動きに依存するようになった。教育と非営利の州と地方の歴史依存計画の協調により組織されたバーモント・バーン・センサスが州内の納屋の数、状態、外観を記録する教育管理体系を開発してきた。
2009年、543の有機農家があった。酪農家の20%は有機農家であり、野菜農家の23%、128戸が有機農家である。有機農業は2006年から2007年に増加したが、2008年から2009年は横並びだった。2010年も増加は見込まれていない。
大量の牛乳はボストン市場に出荷されている。マサチューセッツ州はバーモント州の酪農家がマサチューセッツの衛生基準に合格していることを証明している。この証明が無ければ、農家は大市場に牛乳を販売できない。
バーモント州経済の重要で成長している分野は、バーモント・ブランドの付いた職人技食料、ファンシーフード、土産用品の生産と販売である。例えばカボット・チーズ、バーモント・テディベア社、ファイン・ペインツ・オブ・ユアロップ、バーモント・バター・アンド・チーズ社、幾つかの地ビール、朝鮮人参、バートン・スノーボード、レイク・シャンプレーン・チョコレイト、キング・アーサー小麦粉、ベン&ジェリーズのアイスクリームである。
2010年にはカエデ関連製品の生産者が約2,000あった。2001年、州内で275,000 ガロン (1,040 kL) のメープルシロップを生産しており、国内生産量の4分の1に相当した。2005年では410,000ガロン (1,600 kL) に増え、国内生産量の37%だった。2009年にはさらに92万ガロン (3,500 kL) になった。
州内でワイン生産業は1985年に始まった。現在では14のワイン醸造所がある。
2005年時点で州内の農家は2,000人の違法移民を雇用していると見られている。地方当局はこれを無視してきており、農場経営のために苦闘する雇用主に同情的である。

#### 製造業
バーモント州最大の民間企業はエセックスジャンクションにあるIBMであり、2013年時点で5,000人を雇用し、州内製造業就業者の25%に相当している。州の経済には年間10億米ドルの貢献である。
2010年のコネチカット大学による研究では、バーモント州、ロードアイランド州、ニューハンプシャー州の3州が、製造業にとっては国内で最もコストの高い州である。

### 石材業
ラトランドとバリーの町は昔から大理石と花崗岩生産および加工の中心である。会員約500人と国内でも最少の組合である石工協会の本部があった。アメリカで最初の大理石採石場は、イーストドーセットを見下ろすイオラス山にあった。バーモント州の西側には「大理石バレー」が走り、ニューヨーク州内から来る「スレイト・バレー」に合流する。「スレイト・バレー」はチムニーポイントからバリーの西を通る「花崗岩バレー」まで続く。そこには国内最大の花崗岩採石場であるロック・オブ・エイジズ石材場がある。
スレイトの生産でもバーモント州は国内最大である。
規格石材の生産は実入りの良い事業である。

### 医療
州内の高齢者人口が増加しており、州経済における医療産業の影響力が高まると見られている。2013年、7,000人を雇用するフレッチャー・アレン・ヘルスケア (バーモント州立大学メディカルセンターと改名、2014年11月13日）が州内第2位の雇用主であり、民間では最大である。
2010年、州内の病院が請求した医療費は37億6千万米ドルであり、20億米ドルを集めた。
メディケアには92,000人が入っている。2011年、メディケアは州内で7億4千万米ドルを使った。

### 住宅
2007年、バーモント州は抵当権設定額で国内第17位だった。しかし、州内の世帯当たり収入に対する抵当額比率18.4%という数字については、他の41州がプラスマイナス4%の範囲内にある。
住宅価格は2000年代初期にあまり上がらなかった。その結果不動産価格の崩壊もそれほど急激ではなかった。2007年に担保権執行が著しく増加した中で、バーモント州は世帯当たり担保権執行率は50州の最下位だった。2004年と2008年を比較すると住宅販売数は毎年下がったが、住宅価格は上がり続けた。州内で販売された家屋数は2004年の8,318戸から2005年に8,120戸、2006年に6,919戸、2007年に5,820戸と下がり続けたが、平均価格は2008年の202,500米ドルまで上がり続けた。
2007年、アメリカ合衆国環境保護庁のエネルギースターによって評価された新しいエネルギー効率の良い住宅の建設では国内第1位だった。しかし、2008年で州内の家屋の約60%は灯油で暖房している。2008年8月、100万BTU当たりの熱源費用は薪の14.39米ドルから灯油の43.50米ドルだった。
2009年、2寝室アパートの平均賃借料は月920米ドルだった。貸家の空室率は5.4%であり、国内最低だった。2010年1月で、2,800人がホームレスであり、2008年より22%増えた。
2011年、バーモント州は訴訟を必要とする担保権執行の件数が国内第5位となり、処理のために18年間を要する推計された。全国平均は8年間である。

### 労働力
2006年時点で州内には305,000人の労働力があった。このうち11%が組合に入っている。52,000人は連邦政府、州、地方政府の従業員である。
1976年6月には失業率が9%にまで達していた。2000年2月が最低で2.4%だった。2010年9月時点では5.8%だった。
2000年から2006年の間に雇用数は7.5%増加した。1980年から2000年では3.4%の増加だった。全国的には4.6%まで行っていた。実質賃金は2006年に33,385米ドルであり、2010年も横ばいである。全国平均は36,871米ドルだった。

### 保険
専属保険が州経済で大きな役割を果たすようになっている。この形態の保険があれば、大企業や企業連合が独自のリスクを回避するために独立型保険会社を形成し、それによって実質的に保険料を減らし、対象とする種類のリスクを制御する手段を得られる。専属保険会社を作り運営することで税制面でも優遇される。保険情報研究所に拠れば、2009年のバーモント州はバミューダ諸島とケイマン諸島に次いで世界第3位の専属保険会社を利用する地域である。2009年、このような会社が560社あった。2010年には900社になった。

### 非営利団体とボランティアの活動
2008年時点で州内には2,682の非営利組織があり、28億米ドルを得ている。2005年から2008年の期間でボランティア活動では国内第9位だった。この期間に人口の35.6%がボランティア活動に参加していた。全国平均は26.4%である。

### 交通

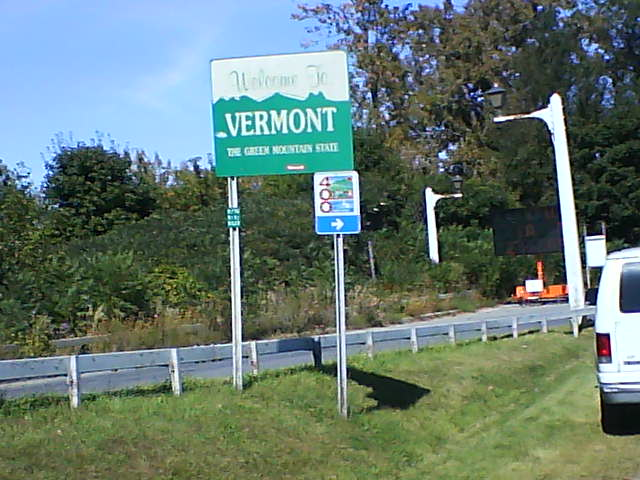
バーモント州歓迎看板、州道17号線沿いにシャンプレーン橋でニューヨーク州境を越えたアディソン町。

州内の主要交通手段は自動車である。2008年時点で自家用車を所有していない世帯は5.7%だった。2012年、605,000台の自動車が登録されており、州人口の1人に1台に近い。これは全国平均にも近い。2012年、州内の炭素排出量の約半分が自動車からのものだった。
年平均で20ないし25人が飲酒運転事故で死んでいる。また70ないし80人が自動車事故で死んでいる。運転者の保険加入率は93%であり、ペンシルベニア州と並んで国内第1位である。
2010年時点で州は2,840 マイル (4,570 km) の高規格道路を所有している。50州の中では下から3番目の長さである。道路の2.5%が混雑した状態であり、これは国内で5番目に低い。死亡事故率は1億 マイル (160,000,000 km) に1件であり、国内では下から10番目である。高規格道路の保守費は1マイル (1.6 km) 当たり28,669米ドルであり、国内第17位である。橋梁の34.4%が欠陥ありまたは老朽化と指摘されており、これは国内で8番目に悪い数字である。
個々の町や郡は公共交通機関を持っているが、その利用範囲は限られていることが多い。グレイハウンドのバスが多くの小さな町に運行されている。アムトラックでは「バーモンター号」 と「イーサン・アレン急行」 の2本が運行されている。2011年、アムトラックはラトランドとホワイトホールの間を通る「イーサン・アレン急行」の価値を評価したが、国内最悪だった。
重量が8万ポンド (36,000 kg) 未満のトラックは州内の州間高速道路を利用できる。州道の重量制限は99,000ポンド (45,000 kg) である。このことは、重量のある車が2級道路しか利用できないことを意味している。
2011年、アメリカ行政協会が道路および公共空間の全体的なゴミ処理で、上位10位以内にバーモント州をランク付けした。
1968年、バーモント州は道路沿いの広告用看板の使用を違法とした。国内では唯一の州である。

### 主要道
バーモント州は、2,843 マイル (4,575 km) の高規格道路を所有している。

#### 南北方向路
- 州間高速道路89号線 – ホワイトリバー・ジャンクションから北にカナダ国境に向かう途中でモントピリアとバーリントンを通る。
- 州間高速道路91号線 – マサチューセッツ州境から北にカナダ国境に向かう、ブラトルボロ、ホワイトリバー・ジャンクション、セントジョンズベリー、ニューポートを繋ぐ。
- 州間高速道路93号線 – セントジョンズベリーの州間高速道路91号線が北端、州の北部とニューハンプシャー州を繋ぎ南に下る。
- アメリカ国道5号線 – 東州境に沿って州間高速道路91号線に平行に州の全長を走る。
- アメリカ国道7号線 – 西州境に沿って、バーリントン、ミドルベリー、ラトランド、ベニントンを繋ぐ、バーリントンから北は州間高速道路89号線に並行してカナダ国境に向かう。
- バーモント州道100号線 – 州の中央を南北に通り、グリーン山脈の全長に伸びている。

#### 東西方向路
- アメリカ国道2号線 – 州北部を東西に横切り、バーリントン、モントピリア、セントジョンズベリーを結ぶ。
- アメリカ国道4号線 – 州南中部を東西に横切る、ニューヨーク州境とフェアヘイブン、ラトランド市とを繋ぎ、キリントンを抜けてホワイトリバージャンクションに至る。
- アメリカ国道302号線 – モントピリアとバリーから東にニューハンプシャー州とメイン州に向かう。
- バーモント州道9号線 – 南部を横切りベニントンとブラットルボロを繋ぐ。
- バーモント州道105号線 – 最北部を横切り、セントオルバンズとニューポートを繋ぐ。

2005年から2006年、バーモント州は費用対効果のある道路保守では国内第37位となり、2004年から2005年評価と比べれば14ランク落ちた。

### 鉄道

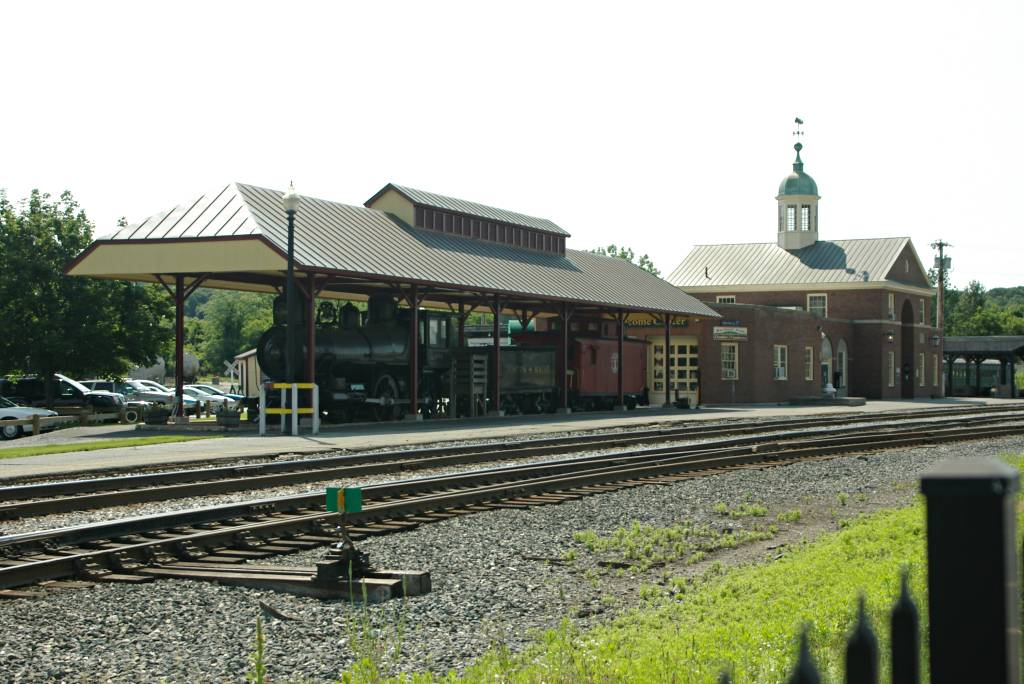
ホワイトリバージャンクションのアムトラック駅。

アムトラックでは「バーモンター号」と「イーサン・アレン急行」が走り、その他にニューイングランド・セントラル鉄道、バーモント鉄道、グリーン・マウンテン鉄道が走っている。
「イーサン・アレン急行」はラトランドとキャッスルトンに停車し、「バーモンター号」はセントオルバンズ、エセックスジャンクション、ウォーターベリー、モントピリア、ランドルフ、ホワイトリバージャンクション、ウィンザー、ベローズフォールズ、ブラットルボロに停車する。

### 公共交通機関
グレイハウンドのバスはベローズフォールズ、ブラットルボロ、バーリントン、モントピリア、ホワイトリバージャンクションに停車する。その他各郡や市町が運営する交通機関として以下のものがある。
- アディソン郡交通リソース、大学町のミドルベリー、ブリストル、バージェンズを含めアディソン郡内で運行している。
- ベニントン郡は、ベニントンのグリーン・マウンテン・コミュニティ・ネットワークとニューヨーク州レンセリアのヤンキー・トレイルズ交通社がある。
- ウィンダム郡のブラットルボロはウィンダムのビーラインがある。ウェストドーバーからはムーバーが出ている。
- バーリントン、シャーロット、グランドアイル、ショアダムからはニューヨーク州にフェリーが出ている。ショアダム以外はシャンプレーン湖交通社が運航している。

### 空港
- バーリントン国際空港、州内最大の空港、シカゴ、クリーブランド、デトロイト、ニューアーク、ニューヨーク市、オーランド、トロント、ワシントンD.C.に定期便が出ている[185]。
- ラトランド南バーモント地域空港、ケープエアーによってボストンへの定期便が出ている[186]。

## 教育

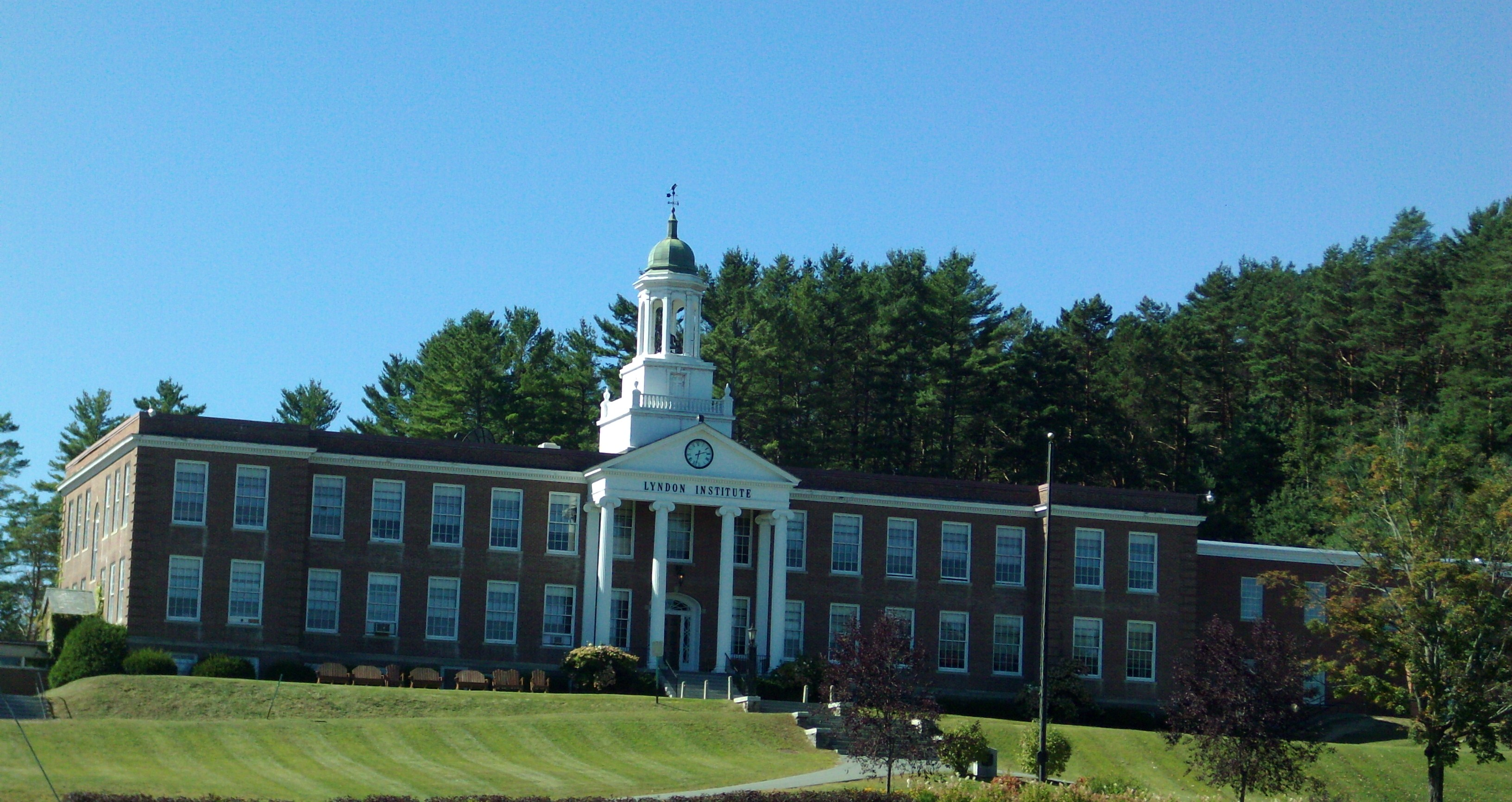
リンドンにある高校、リンドン・インスティチュート。

バーモント州は2005年と2006年に国内の賢い州第1位に指名された。2006年、州と連邦政府の試験基準に違いがあり、州の標準では平均して30%良い結果がでるようになっていた。このことでバーモント州の順位は第11位になった。多くの州は高い方に補正している。しかし、一定の誤差を勘案すれば、2007年の連邦政府リストで、バーモント州は、白人4年生でリーディングでは第25位、数学では第26位だった。白人8年生ではリーディング第12位、数学第18位だった。白人8年生のリーディングの得点は明らかに平均の上を行っている。黒人生徒の点は標本数が少ないために信頼できる統計とはなっていない。
2008年、州内の生徒一人当たり教育費は11,548米ドルだった。
新聞「エデュケーション・ウィーク」は、2007年の高校卒業立でバーモント州を国内第2位に挙げた。
2011年、州民の91%は高校を卒業しており、全国平均の85%より高かった。約34%は大学を出ており、これも全国平均の28%より高かった。
2013年、生徒に対する教師の比率は国内最下位だった。

### 高等教育

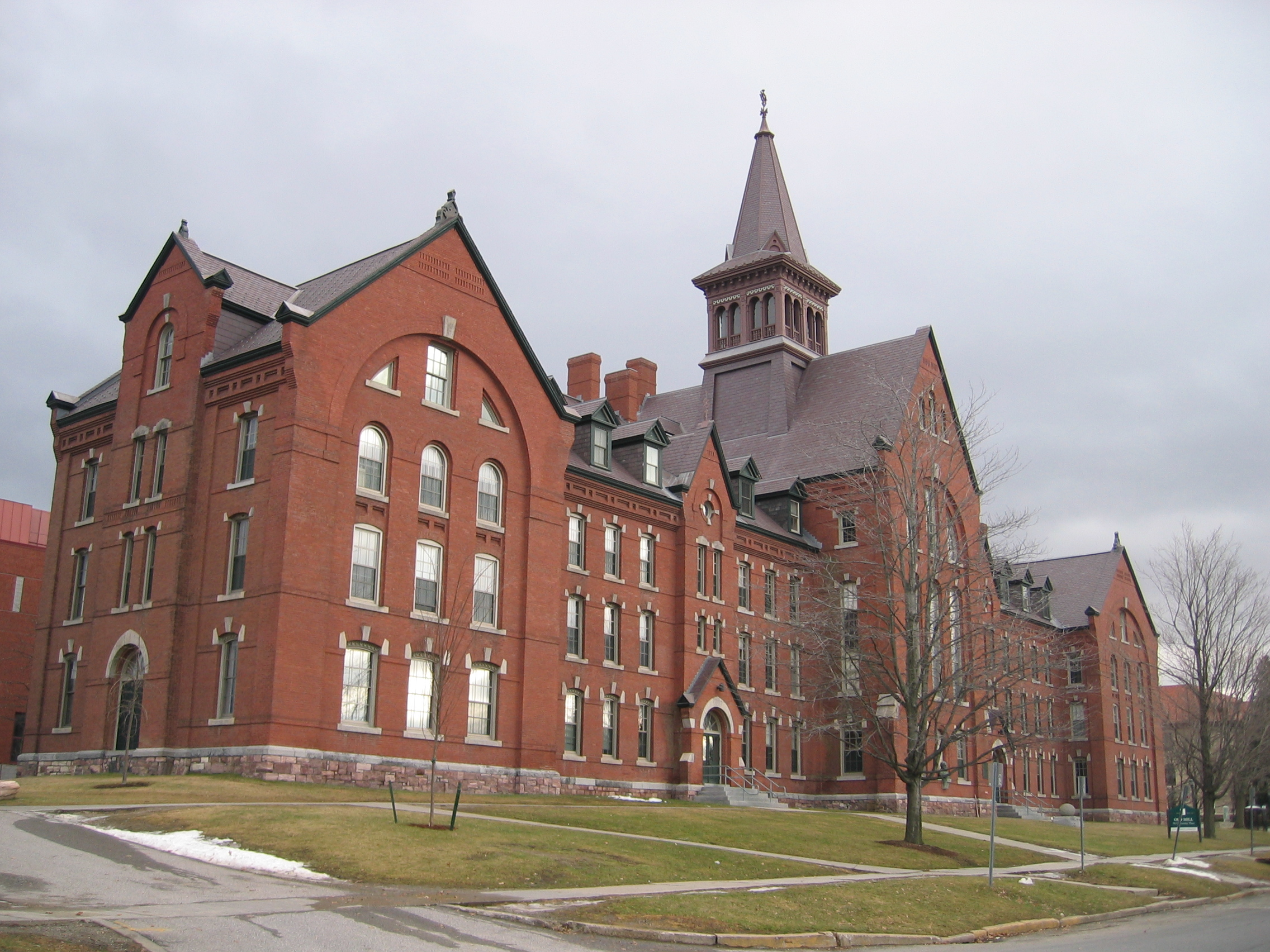
バーモント大学のオールドミル、この大学では最古の建物。

バーモント大学でジョージ・パーキンス・マーシュによる実験、さらに後にはバーモント生まれの哲学者で教育者のジョン・デューイの影響力で、選択と実践学習の概念が広められた。
バーモント大学の他にバーモント州立カレッジ・システムには5つのカレッジがある。私立大学は14校がある。
| - w:Bennington College - w:Burlington College - w:Castleton State College - w:Center for Cartoon Studies - w:Champlain College - w:College of St. Joseph - w:Goddard College - w:Green Mountain College | - w:Johnson State College - w:Landmark College - リンドン州立大学 - w:Marlboro College - ミドルベリー大学 - w:Norwich University - w:Saint Michael's College - w:School for International Training | - w:Southern Vermont College - w:Trinity College (Vermont) - バーモント大学 - w:Vermont Law School - w:Vermont Technical College - w:Woodbury College |

## その他

### バーモント州出身の有名人
- チェスター・A・アーサー - アメリカ合衆国第21代大統領。
- カルビン・クーリッジ - アメリカ合衆国第30代大統領。

### 州の象徴など
- 州の木 - サトウカエデ
- 州の花 - ムラサキツメクサ
- 州の鳥 - チャイロコツグミ

### 日本の姉妹都市
- (日本) - (州内)、年
- (鳥取県) - (バーモント州)
- (岩手県花巻市) - (ラトランド市)
- (兵庫県西宮市) - (バーリントン市)

### 国際彫刻シンポジウム
- 1968年バーモント州においてアメリカ合衆国で第一回バーモント国際彫刻シンポジウムが開催された。　彫刻シンポジウムには、日本からは水井康雄と新妻実が参加している[194]。